# Protoceratops
Protoceratops is een geslacht van uitgestorven plantenetende ornithischische dinosauriërs, behorend tot de Neoceratopia, dat tijdens het Laat-Krijt leefde in het huidige gebied van Mongolië en de Volksrepubliek China.

## Vondst en naamgeving

### Protoceratops andrewsi
Het eerste fossiel van Protoceratops is op 2 september 1922 gevonden bij Sjabarach Oesoe in Mongolië door James Blaine Shackelford, een filmer die deel uitmaakte van de expeditie door het American Museum of Natural History onder leiding van Roy Chapman Andrews. Bij een korte wandeling ontdekte hij een kleine schedel die op een pilaar van zandsteen als het ware gepresenteerd werd. De schedel werd dat jaar naar Amerika gezonden maar het team onderzocht het gebied verder niet. Op 4 mei 1923 benoemden en beschreven Walter Granger, de enige professionele paleontoloog van de expeditie, en William King Gregory de typesoort Protoceratops andrewsi. De geslachtsnaam betekent 'voorloper van de Ceratopia'. Protoceratops bleek achteraf echter geen voorouder van deze groep maar een vroeg lid. Het meervoud van de naam is 'protoceratopia'. De soortaanduiding eert Andrews.

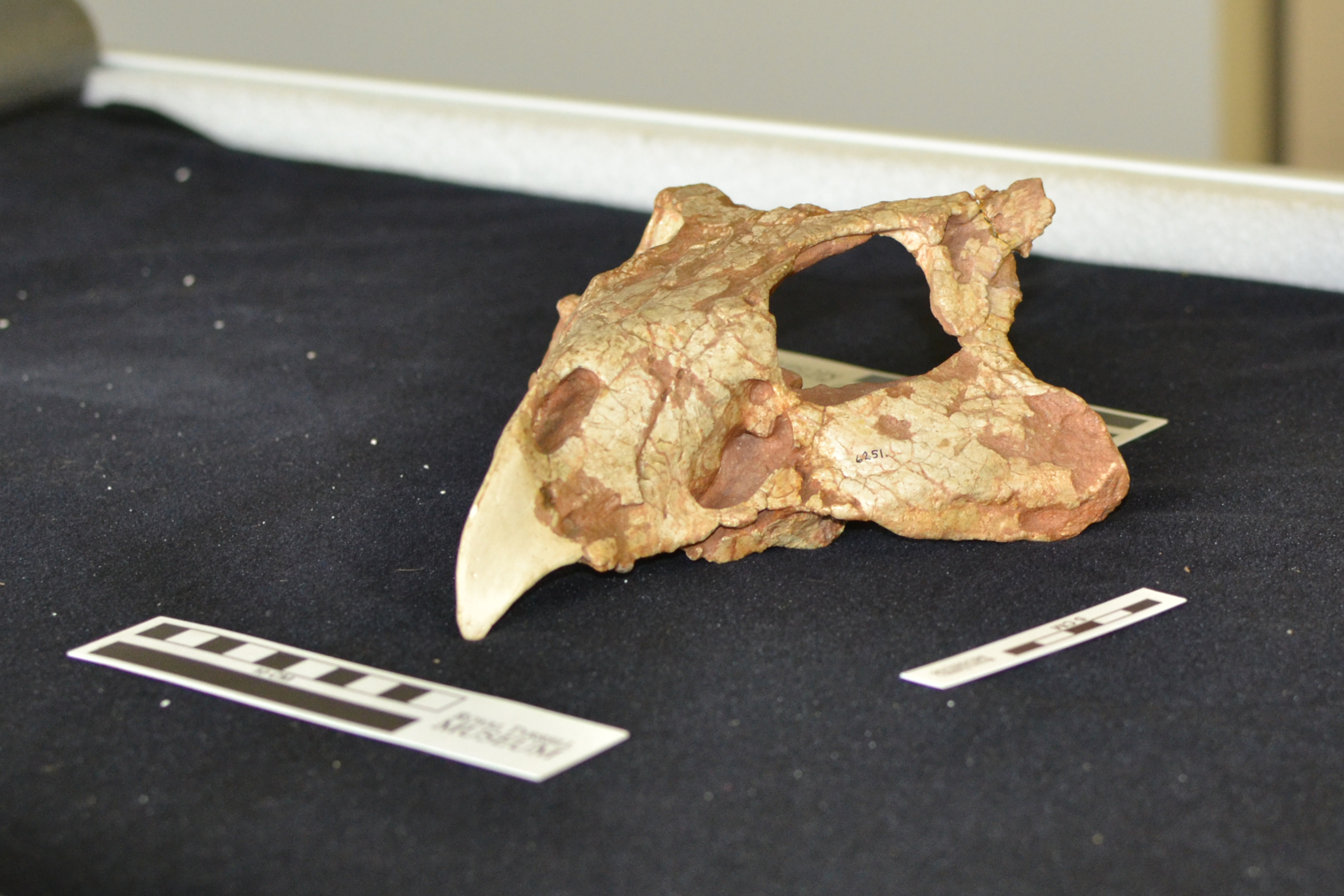
Het holotype

Het holotype AMNH 6251 is gevonden in de Bayn Dzak-afzetting van de Djadochtaformatie die dateert uit het Laat-Campanien, ongeveer drieënzeventig miljoen jaar oud. Het bestaat uit de oorspronkelijke schedel met onderkaken, waaraan de snuitpunt en de schedelkraag ontbreken, van een relatief jong dier.

De Flaming Cliffs bij de vindplaats

Al in 1922 werd het belang van de vondst door het AMNH onderkend. Granger kreeg van Henry Fairfield Osborn opdracht het volgende jaar met een meer gekwalificeerde ploeg terug te keren naar de locatie die een van de rijkste vindplaatsen van dinosauriërfossielen ter wereld bleek te zijn. Tussen 8 juli en 12 augustus 1923 en opnieuw in 1925 voerde Granger, samen met onder andere Peter Kaisen, George Olsen en Albert Johnson, verdere opgravingen uit waarbij uiteindelijk een zestigtal schedels van volwassen individuen en verder fossiel materiaal geborgen werd. Het werd geprepareerd door Otto Falkenbach. Drieënveertig losse schedels, meestal met de onderkaken erbij, bevinden zich nog in de collectie van het AMNH. Het betreft de specimina AMNH 6409, AMNH 6423, AMNH 6425, AMNH 6429, AMNH 6408, AMNH 6413, AMNH 6414, AMNH 6428, AMNH 6430, AMNH 6431, AMNH 6432, AMNH 6434, AMNH 6439, AMNH 6444, AMNH 6447, AMNH 6448, AMNH 6461, AMNH 6489, AMNH 6491, AMNH 6433, AMNH 6437, AMNH 6438, AMNH 6440, AMNH 6441, AMNH 6442, AMNH 6443, AMNH 6445, AMNH 6446, AMNH 6449, AMNH 6458, AMNH 6458, AMNH 6451, AMNH 6472, AMNH 6473, AMNH 6477, AMNH 6480, AMNH 6486, AMNH 6487, AMNH 6488, AMNH 6495, AMNH 6496, AMNH 6485, AMNH 6637, AMNH 6638 en AMNH 6639. Deze fossielen verschillen sterk in volledigheid en kwaliteit en niet alle zijn uitgeprepareerd. Deze opsomming vertegenwoordigt echter niet de totaliteit van de schedelvondsten. Het museum had zoveel exemplaren dat ze geruild werden tegen fossielen van andere musea. AMNH 6420 ging in 1926 naar het Field Museum te Chicago; AMNH 6427 in 1934 naar de University of California, AMNH 6456 in 1927 naar het Muséum national d'histoire naturelle te Parijs; AMNH 6457 en AMNH 6641 in 1933 naar de Bayerische Staatssammlung für Paläontologie und Geologie te München, AMNH 6476 ging in 1927 naar het Nationaal Museum van Mongolië in Oelan Bator.

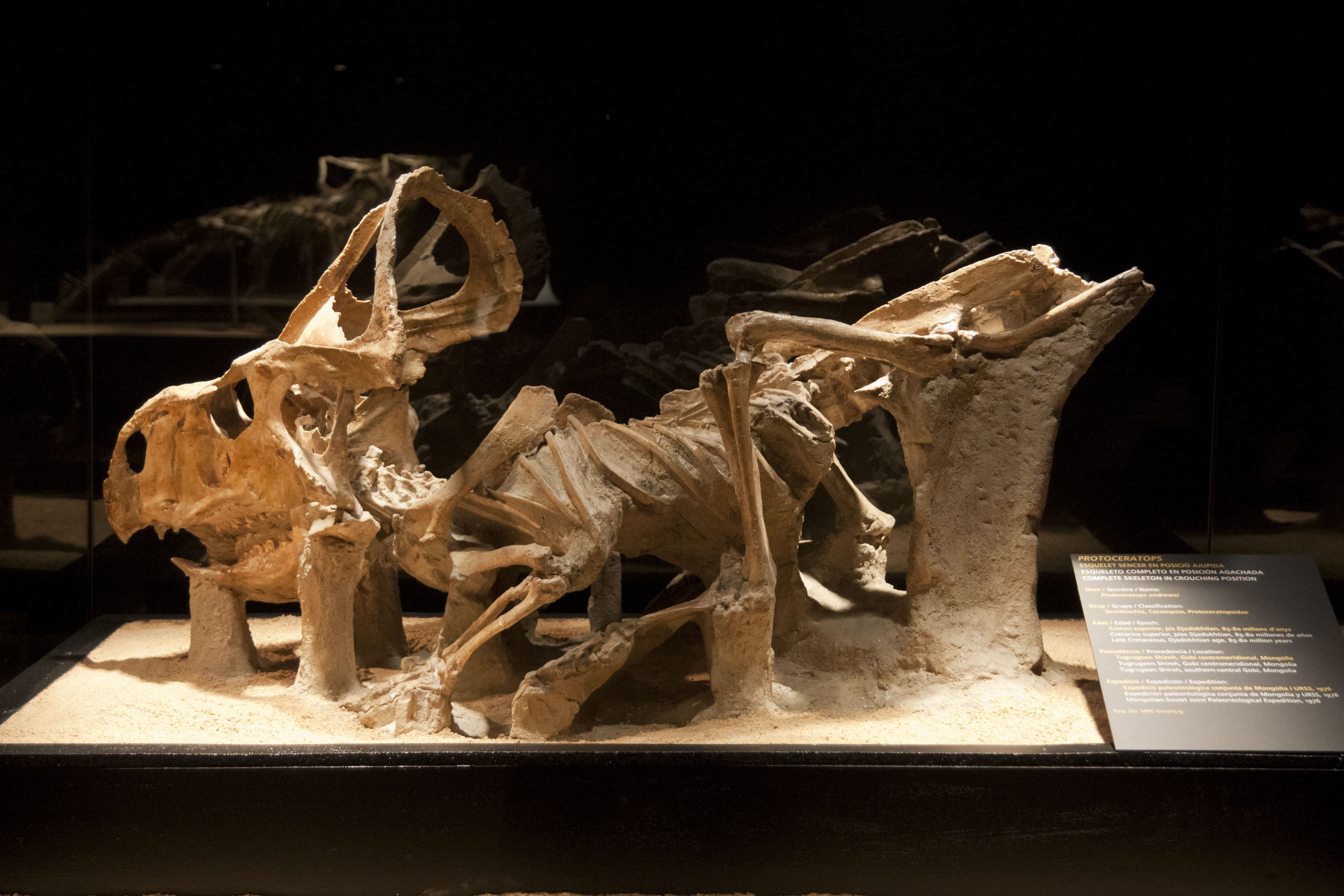
Een fossiel in de positie waarin het werd aangetroffen

De verdere fossielen zijn zeer divers. Soms werden alleen onderkaken gevonden: AMNH 6459, AMNH 6460, AMNH 6463 en AMNH 6497. Soms delen van skeletten zonder schedel: AMNH 6274, AMNH 6424, AMNH 6453, AMNH 6475, AMNH 6474, AMNH 6478, AMNH 6479, AMNH 6484, AMNH 6490, AMNH 6492, AMNH 6493, AMNH 6494 en AMNH 6640. Soms een klein deel van het skelet: AMNH 6481 bestaat uit een bekken, AMNH 6482 uit een hand en een voet. AMNH 6436 is een partij tanden. De meest informatieve exemplaren bestonden uit een skelet met schedel: AMNH 6416, AMNH 6417, AMNH 6418, AMNH 6426, 6450, AMNH 6454, AMNH 6465, AMNH 6466, AMNH 6467, AMNH 6459, AMNH 6470, en AMNH 6636. Daarvan was AMNH 6467 het meest complete specimen en het werd in het museum opgesteld. Ook van dit soort materiaal ging een gedeelte naar andere musea: de voet AMNH 6455 ging naar München; het gedeeltelijke skelet AMNH 6452 in 1934 naar Californië; het complete skelet AMNH 6435 naar Chicago, het fragmentarische skelet met schedel AMNH 6464 naar Mongolië en AMNH 6471 in 1945 naar het Carnegie Museum in Pittsburgh waar het nu het inventarisnummer CM 9185 draagt.

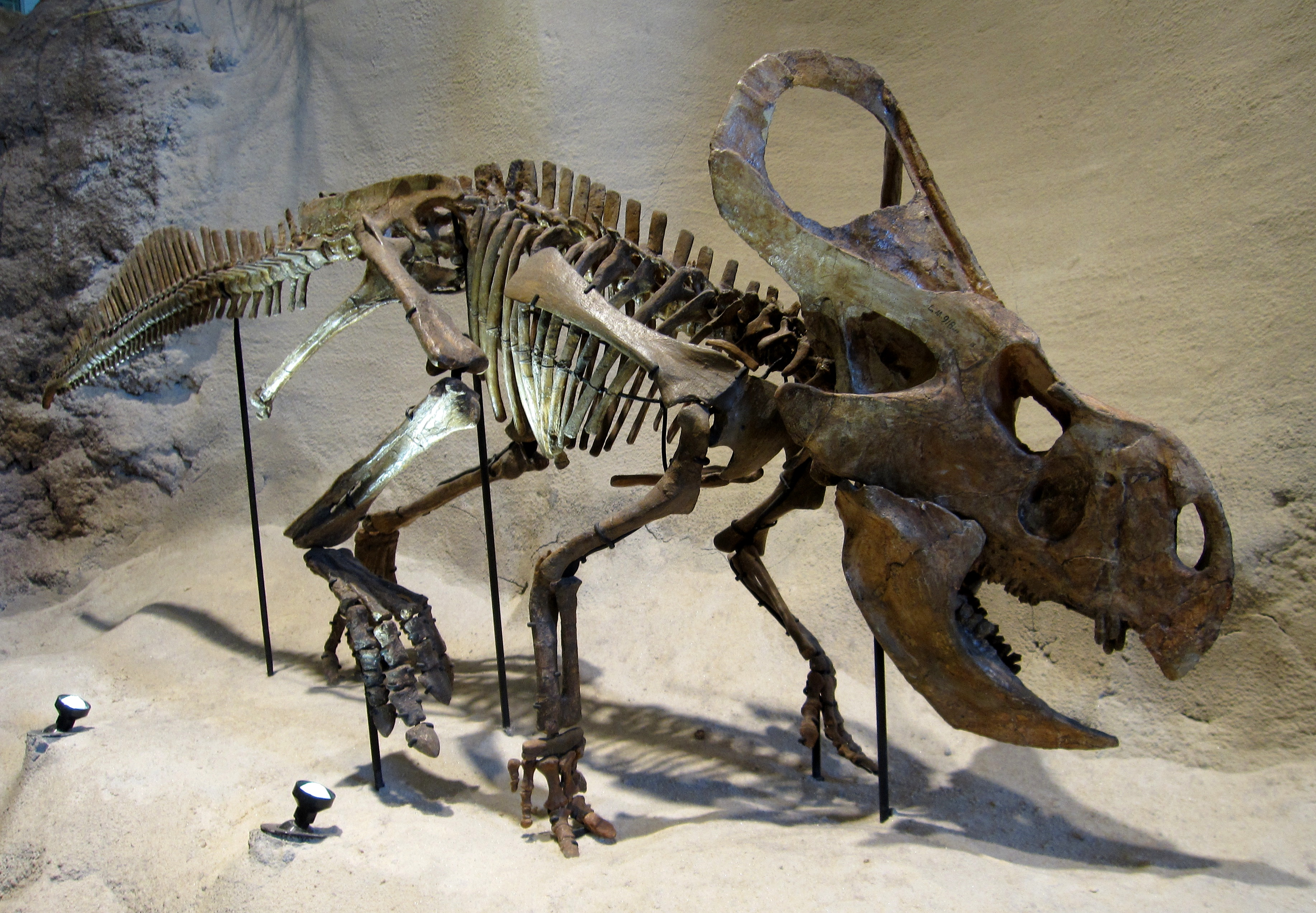
Specimen CM 9185 in het Carnegie Museum

Heel bijzonder waren de resten van jonge dieren, die van veel andere dinosauriërsoorten onbekend zijn. De specimina AMNH 6273, AMNH 6421 en AMNH 6483 bestaan uit schedels en bijpassende onderkaken van onvolwassen dieren. AMNH 6498 is de linkeronderkaak van een zeer klein individu. AMNH 6419, AMNH 6422 en AMNH 6644 zijn skeletten met schedel van jonge dieren. Eén zo'n skelet werd naar Beijing in China gestuurd, specimen AMNH 6415. Het meest speciaal was specimen AMNH 6499, de rechteronderkaak van een embryo, slechts drieëntwintig millimeter lang. De resten werden in 1925 meer compleet beschreven door Gregory en Charles Craig Mook die zich voornamelijk baseerden op de zeer gave schedel AMNH 6408. In 1940 publiceerde Barnum Brown, die zelf nooit in Mongolië geweest was, een zeer gedetailleerde beschrijving van het materiaal.
Met al die vondsten was Protoceratops in één klap de best bekende dinosauriër uit Azië. Dat kwam ook doordat de botten goed bewaard waren gebleven in vrij zachte duinzandafzettingen, hoewel ze soms kort na het sterven wat beschadigd zijn door vraat van keverlarven. Bijna het hele skelet is gevonden, met uitzondering van het puntje van de staart.

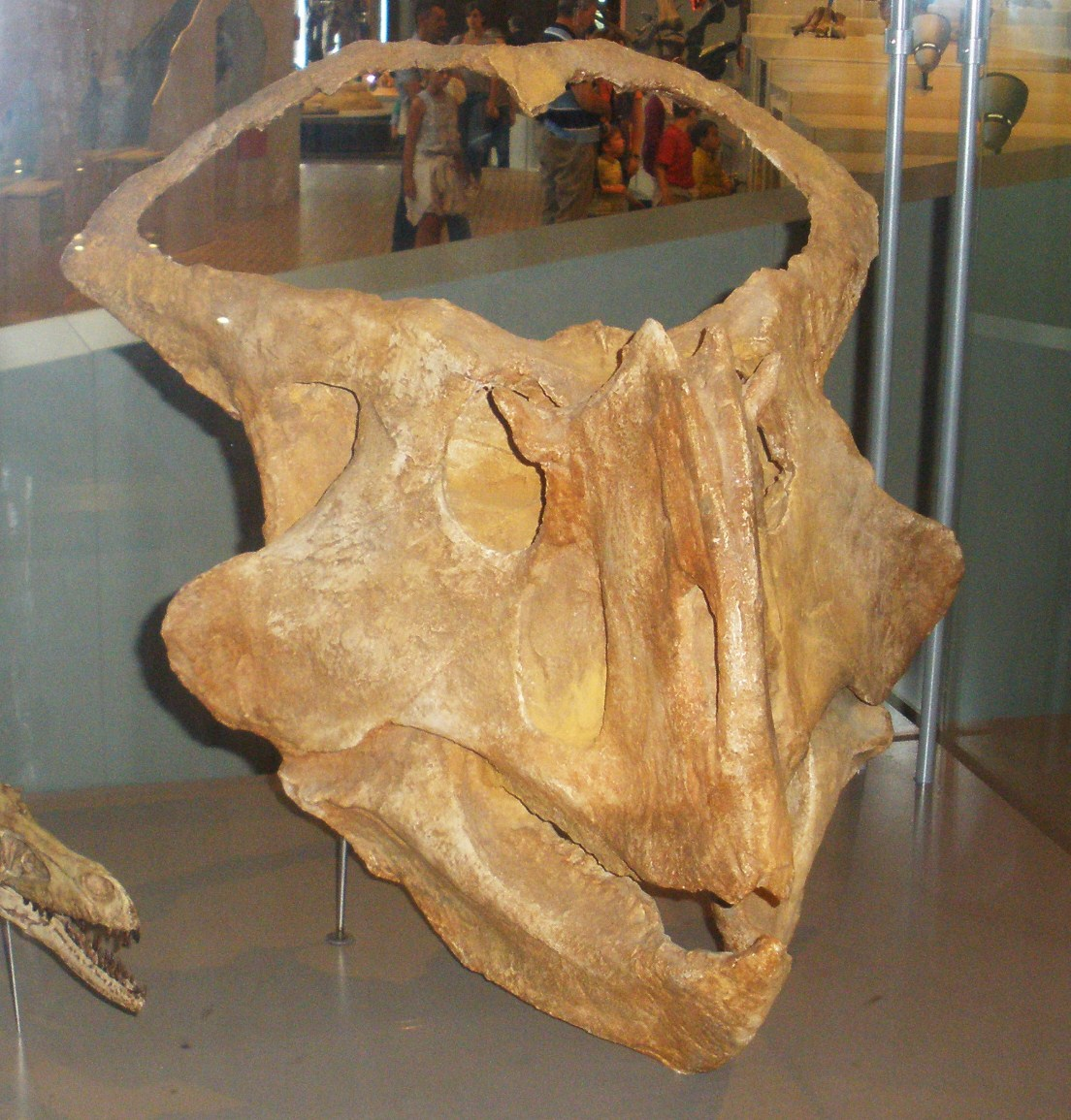
Protoceratops hellenikorhinus in Brussel

Van de jaren zestig af worden de vondstgebieden in de Gobiwoestijn opnieuw bezocht door expedities uit de Sovjet-Unie, Polen, Japan en de Verenigde Staten van Amerika. Dit leverde een oogst op van weer vele tientallen exemplaren waarvan het merendeel nog niet is beschreven en zelfs geen inventarisnummer heeft. Protoceratops is een van de meest algemene gewervelde fossielen in het gebied en men neemt vaak niet eens de moeite de skeletten te bergen van het 'schaap van het Mesozoïcum'. Al in 2004 werd geschat dat het totaal aan opgegraven fossielen boven de honderd lag. In 2014 sprak men van enkele honderden exemplaren.
In 2006 stelde Peter Makovicky dat Bainoceratops Tereschenko & Alifanov 2003 een jonger synoniem was van Protoceratops andrewsi.
Ook Nederland bezit een authentiek protoceratopsfossiel, het enige niet-ceratopide ceratopisch materiaal in dat land. Toen de oude collectie van het geologisch museum van Delft naar Naturalis werd verplaatst, ontdekte Kees de Jong dat er zich een schedel met onderkaken tussen bevond, specimen RGM 818207, een jongvolwassen dier. Het moet ergens tussen 1940 en 1972 door de Technische Universiteit Delft van het AMNH zijn verworven.

### Protoceratops kozlowskii
In 1975 benoemden Teresa Maryańska en Halszka Osmólska een tweede soort: Protoceratops kozlowskii, op grond van de resten van een jong dier gevonden bij Choelsan, het skelet zonder schedel ZPAL MgD-I/117. De soortaanduiding eert de Poolse paleontoloog Roman Kozłowski. Andere exemplaren werden aan de soort toegewezen: MgD-Ij116, een schedel met onderkaken van een jong dier; MgD-Ij 118, een fragmentarisch skelet met onderkaken van een jong dier; MgD-Ij119, een voorste stuk onderkaak en drie wervelbogen van de rug; MgD-IjI20, twee voorste onderkaken met losse tanden; MgD-JjI21, een stuk bovenkaaksbeen met vier tanden van een jong; en MgD-JjI22, een partij tanden. Later bleken alle vondsten echter vermoedelijk of identiek te zijn aan Bagaceratops rozhdestvenskyi of een eigen geslacht te vertegenwoordigen: Breviceratops.

### Protoceratops hellenikorhinus

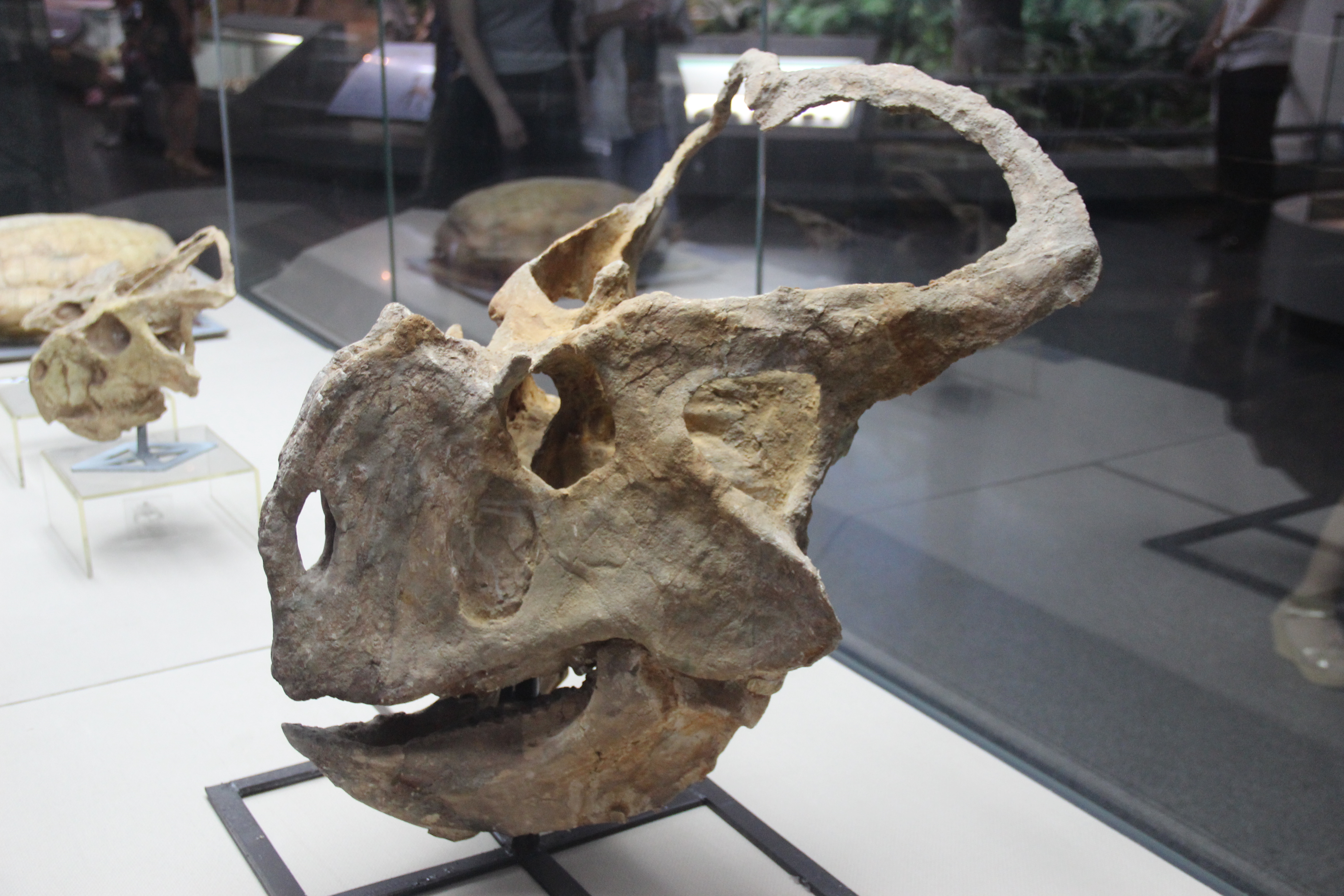
Het holotype

In 1995 en 1996 leverde het geslacht toch iets nieuws op toen een Chinees-Belgische expeditie negen exemplaren vond in de Bayan Mandahu-formatie van Binnen-Mongolië. In 2001 benoemden en beschreven Olivier Lambert, Pascal Godefroit, Li Hong, Shang Changyoung en Dong Zhiming een derde soort: Protoceratops hellenikorhinus. De soortaanduiding betekent 'met een Griekse neus' vanuit het Nieuwgrieks ελληνικός, ellenikos, 'Grieks', en het Oudgrieks ῥίς, rhis, 'neus', en verwijst naar de hogere gekromde neushoorn.
Het holotype van deze soort is IMM 95BM1/1, een schedel. Het paratype is IMM 95BM1/4, een schedel van het 'vrouwelijke' type. De zeven andere exemplaren zijn toegewezen en omvatten de specimina IMM 96BM1/1, een schedel van een volwassen dier; IMM 96BM5/5, een schedel van een volwassen dier; IMM 96BM5/2, een fragmentarische schedel met squamosum, quadratum, vier tanden, en het dentarium van de rechteronderkaak; IMM 96BM1/7, een schedel van een volwassen dier; IMM 96BM2/1, een schedel van een jong dier; IMM 96BM5/3, een gedeeltelijke schedel van een zeer jong dier; IMM 96BM6/4, een fragmentarisch skelet met het linkerbovenkaaksbeen, het linkerjukbeen, de rechterachterpoot en een reeks staartwervels.

## Beschrijving

### Grootte, algemene bouw en onderscheidende kenmerken

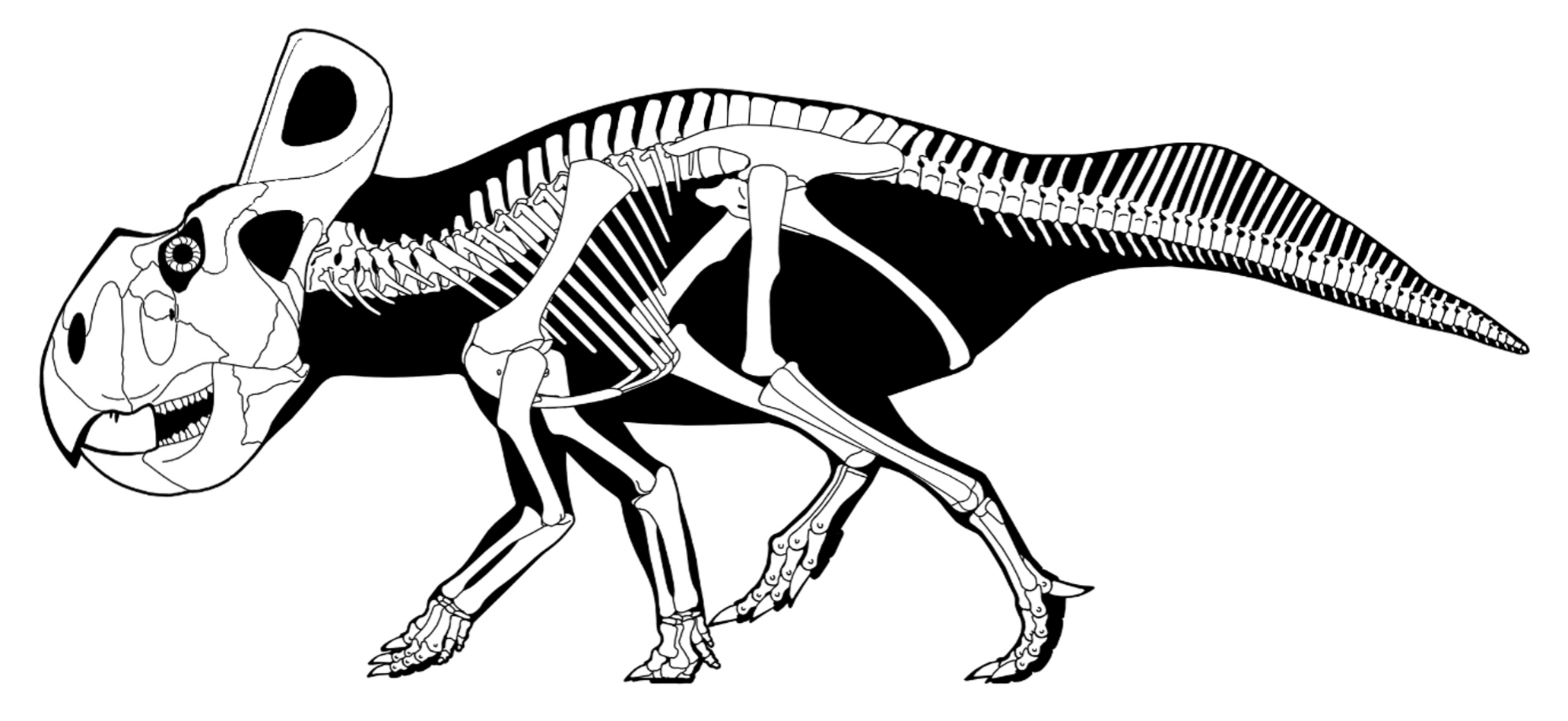
Een diagram van het skelet door Scott Hartman

Protoceratops is middelgroot voor een basale neoceratopiër. Gregory S. Paul schatte in 2010 de lichaamslengte op tweeënhalve meter en het gewicht op 175 kilogram. Tweeënhalve meter is ook de lengte die Peter Dodson in 1996 gaf aan het grote exemplaar AMNH 6466. Edwin Harris Colbert bepaalde het gewicht van het door Brown bestudeerde AMNH 6424 via waterverplaatsing van een speelgoedmodel op 177 kilogram. Dodson extrapoleerde dat voor AMNH 6466 naar 260 kilogram wat hemzelf overigens te hoog leek.

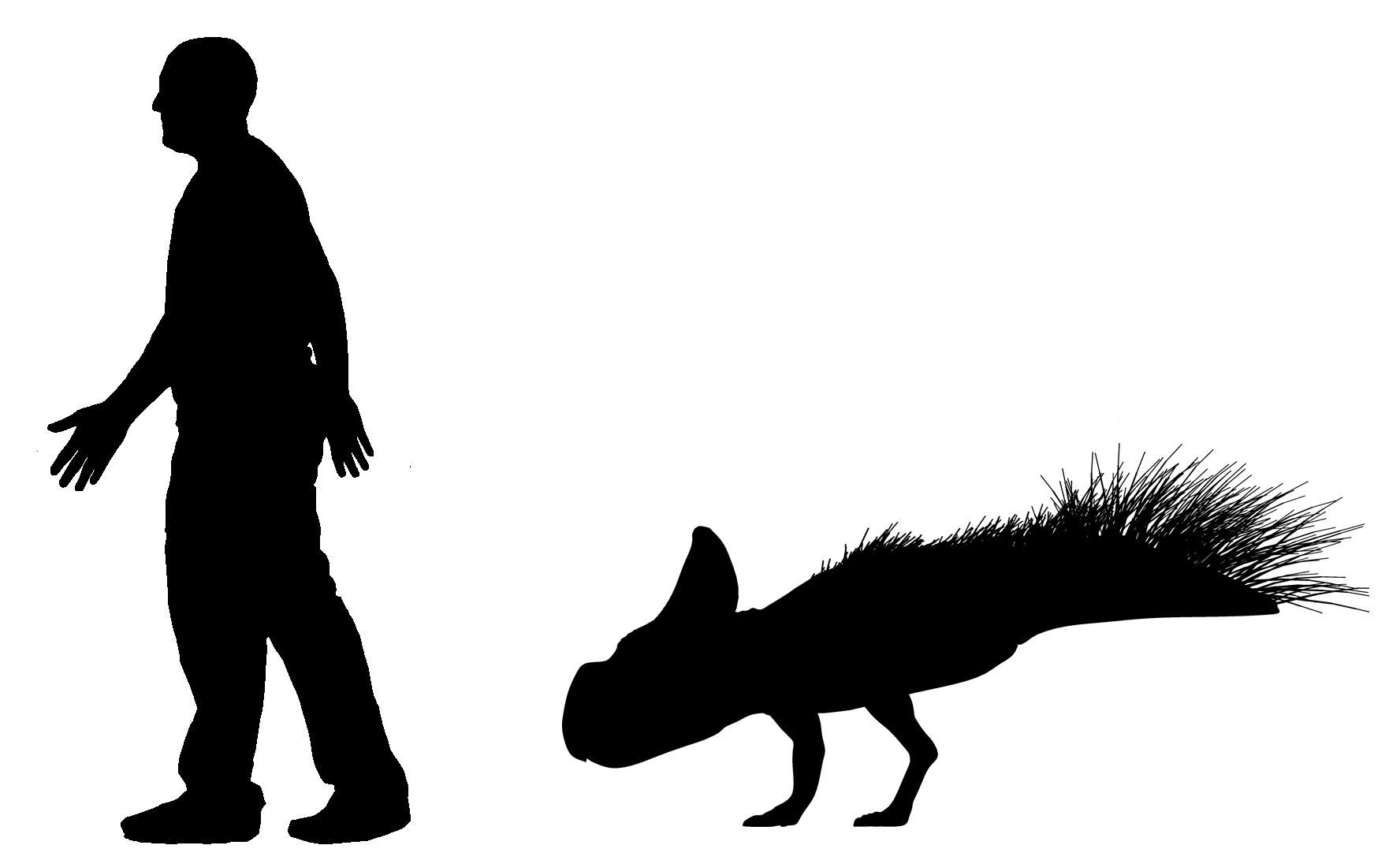
Een vergelijking in grootte met een mens

Protoceratops vormt een markante verschijning die een extreme doorontwikkeling toont van de typische kenmerken van zijn verwanten. De schedel is bijzonder groot en lijkt disproportioneel ten opzichte van de rest van het lichaam, vooral door een groot en breed nekschild op de achterkant van de kop. De achterpoten zijn veel langer dan de voorpoten. Desalniettemin is het dier een viervoeter. De voorpoten kunnen de grond raken doordat de romp bijzonder verkort en gedrongen is, vooraan naar beneden krommend. In het verlengde daarvan steekt de korte staart schuin omhoog, in het midden bekroond door een laag zeil. Het dier had geen sterke wenkbrauwhoorns, maar wel een met hoorn beklede gepaarde neuskam aan de voorkant van de kop. De bek was voorzien van een grote benen, vermoedelijk met hoorn beklede, snavel die werd gebruikt om harde vegetatie de baas te worden. Er bevinden zich nog twee premaxillaire tanden per zijde achter de bovenste hoornsnavel.
Lambert gaf in 2001 een lijst van onderscheidende kenmerken van het geslacht. De punt van de onderkaak, gevormd door het centrale predentarium, reikt hoger dan het coronoïde uitsteeksel aan de achterkant van de kaak. De neushoorn is gepaard, bestaande uit lage dubbele evenwijdige richels.

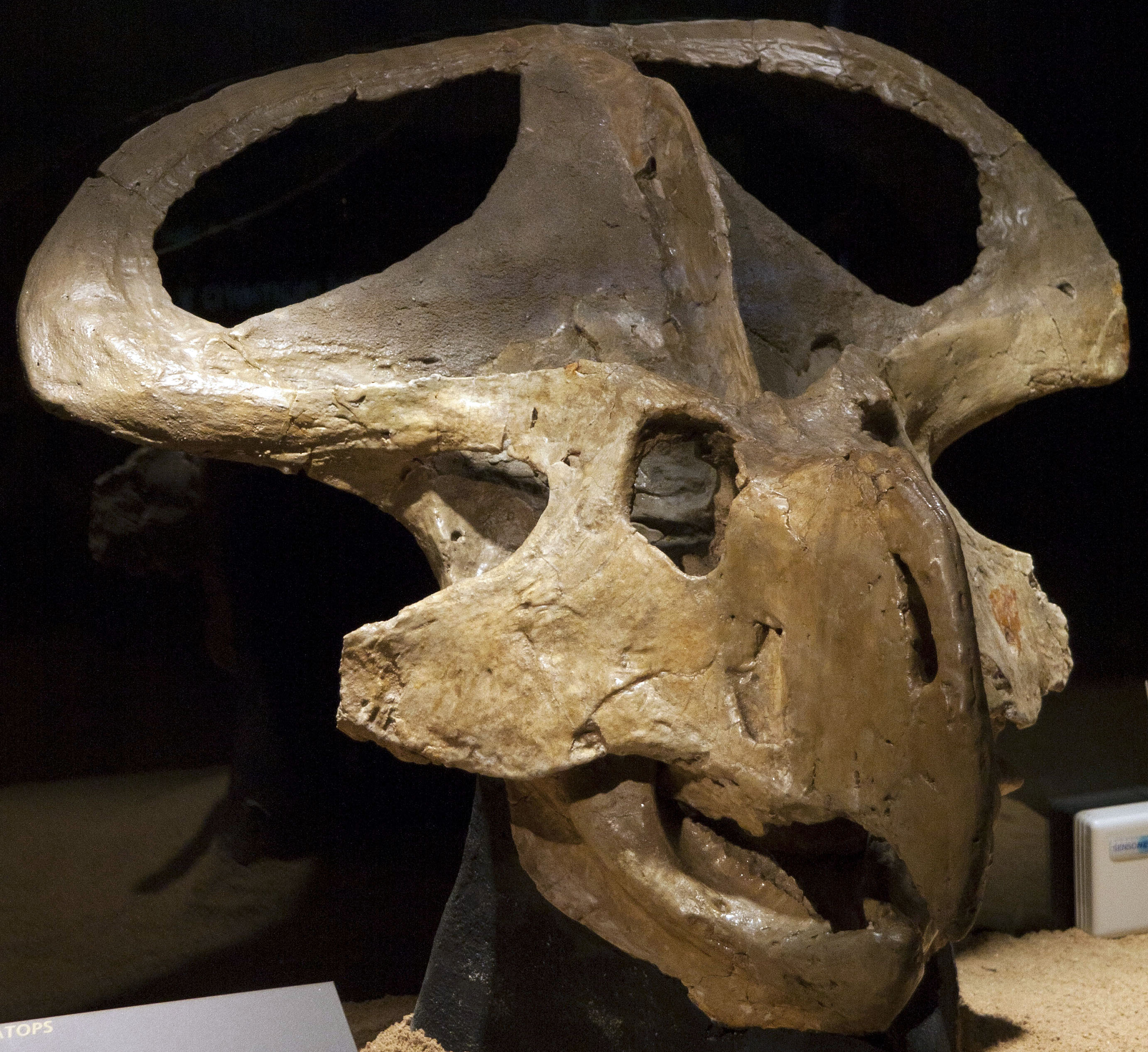
Een afgietsel van Protoceratops andrewsi

Paul Sereno stelde in 2000 dat het lastig is Protoceratops van verwanten te onderscheiden. Het dier lijkt voornamelijk oorspronkelijke eigenschappen, plesiomorfieën, te tonen van de Neoceratopia. Ten dele komt dit doordat die verwanten minder goed bekend en dus ook vergelijkbaar zijn. Ook speelt een rol dat de hele groep naar huidige maatstaven niet goed geanalyseerd is. Een moderne beschrijving van Protoceratops zelf bijvoorbeeld ontbreekt nog. Andere in de literatuur genoemde kenmerken dan die door Lambert in 2001 gegeven omvatten een ovale fenestra antorbitalis, een middenkiel op het nekschild, kleine uithollingen op het schedeldak en hoefvormige voetklauwen.
P. hellenikorhinus verschilde volgens de beschrijving uit 2001 van Protoceratops andrewsi in enkele kenmerken. De onderrand van het dentarium van de onderkaak is recht. De achterrand van het angulare van de onderkaak wordt gevormd door een driehoekig naar achteren gericht uitsteeksel. Het squamosum heeft een lange tak richting quadratojugale. Het bovenkaaksbeen heeft een rechte en gereduceerde lengterichel.
Het holotype van P. hellenikorhinus verschilt van alle bekende exemplaren van Protoceratops andrewsi door een extreme verbreding van de schedelkraag die ook nog eens zeer sterk V-vormig ingekeept is aan de achterrand. Daarnaast is, zoals de soortaanduiding al aangeeft, de neus hoog en hoekig. Dit is echter niet als onderscheidend gezien daar deze trekken alleen bij het 'mannetje' voorkomen en bij het 'wijfje' ontbreken. Ze kunnen dus een gevolg zijn van seksuele dimorfie of van rijping: de schedel van het holotype heeft een lengte van tachtig centimeter, anderhalf keer die van de grootste individuen van Protoceratops andrewsi.
In 2004 gaf Dodson aanvullende afwijkende eigenschappen van P. hellenikorhinus: het ontbreken van premaxillaire tanden, goed ontwikkelde uithollingen op het schedeldak, een duidelijke groeve tussen de gepaarde neushoorns — Dodson meende dat P. andrewsi eigenlijk maar een enkelvoudige hoorn bezat — en een naar voren gebogen achterrand van de schedelkraag. Het is de vraag of ook dit niet weer rijpingskenmerken zijn.

### Skelet

#### Schedel

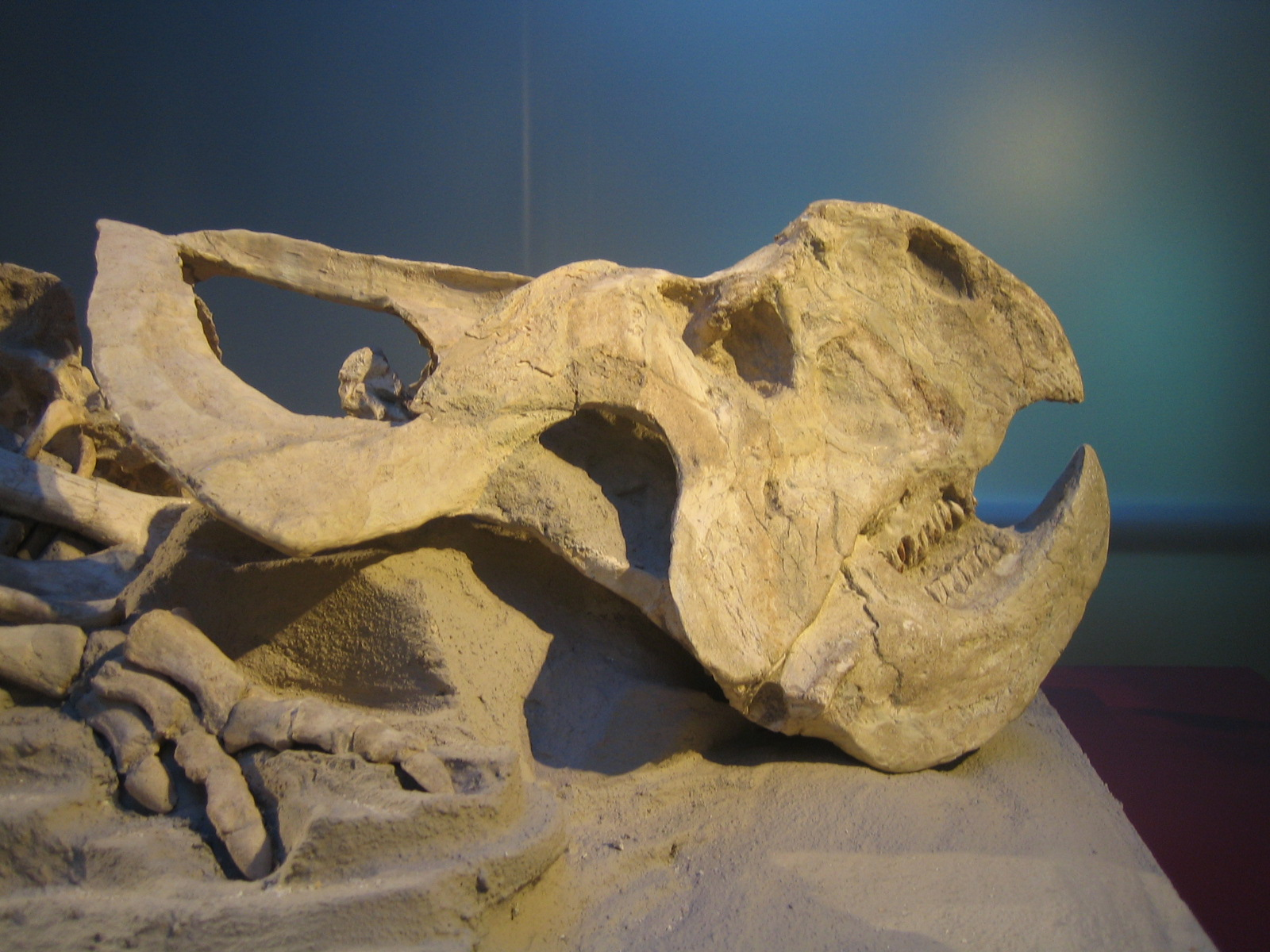
De schedel van P. andrewsi

De schedel heeft een hoge snuit met daarin een neusgat in de vorm van een bijna verticale nauwe ovaal. De snuitpunt is een apart centraal element, het rostrale, de nauwe botkern van de bovensnavel. De scherpe punt kromt omlaag, over de punt van het predentarium van de onderkaak. De praemaxilla is erg hoog met een hoog verticaal raakvlak met het bovenkaaksbeen; de opgaande takken ervan omvatten de neergaande lob van het neusbeen waarin de bovenkant van het neusgat steekt. De voorste tak sluit het neusbeen van het rostrale uit. De onderrand van de praemaxilla is tamelijk recht en draagt, althans bij Protoceratops andrewsi, twee lange cilindervormige tanden. De fenestra antorbitalis heeft de vorm van een langwerpige en vrij grote verticale uitholling of fossa. Bovenaan bevindt zich meestal nog een echte opening. Deze is verbonden met een uitgebreide holte in het bovenkaaksbeen maar niet met de neusholte. Het bovenkaaksbeen is hoog en driehoekig. Het wordt over een groot gedeelte ingesneden door de fossa van de fenestra antorbitalis. Er zijn, afhankelijk van de rijping, acht tot vijftien maxillaire tandposities. De tanden staan strak aaneengesloten in een tandbatterij die een snijplaat vormt die van onderen steeds aangevuld wordt door vervangingstanden. Er is per positie maar één vervangingstand uitgebroken. De tanden zijn ruitvormig met een asymmetrisch geplaatste middenrichel aan de buitenzijde. Het slijtvlak van de kroon maakt een hoek van ongeveer zestig graden met de enkelvoudige wortel doordat de maxillaire tanden naar binnen krommen. De tanden staan in een ingesprongen positie ten opzichte van de buitenwand.

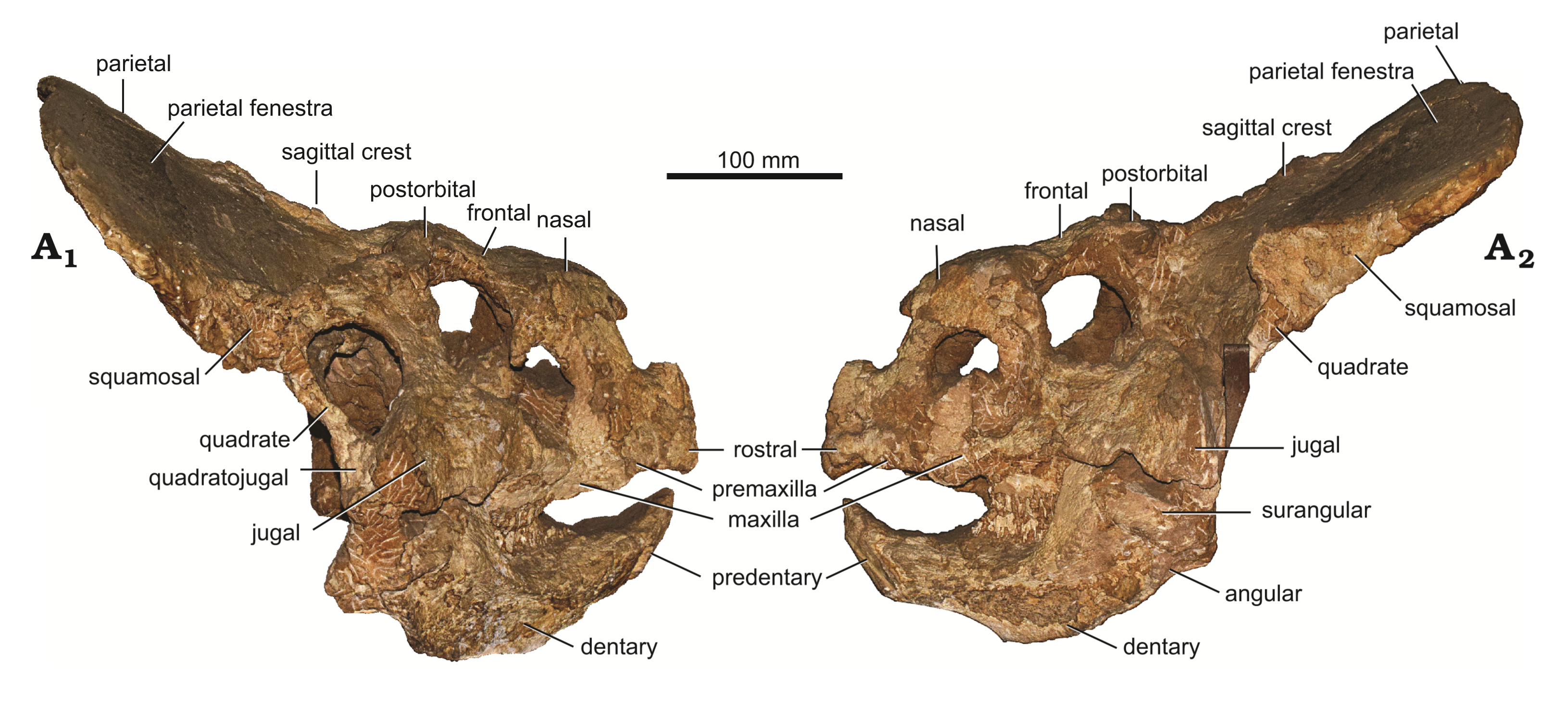
Schedel MPC-D 100 505

Het neusbeen is nauw en draagt het begin van een smalle neushoorn die bij zeer grote exemplaren gepaard is. Bij P. andrewsi haalt de lage punt daarvan net het niveau van het schedeldak; de neus van P. hellenikorhinus is echter een stuk hoger en de hele snuitrand loopt bij deze soort verticaler. De oogkas staat hoog en is wat naar voren en boven gericht. Er is een palpebrale ofwel wenkbrauwbot. Bij AMNH 6466 is een onvolledige scleraalring aangetroffen van vijftien segmenten die de buitenkant van het oog ondersteunden. De doorsnede van de oogbol lag kennelijk rond de vijf centimeter. Achter de oogkas kromt het postorbitale naar achter, het begin vormend van de richel die de buitenste basis uitmaakt van het nekschild. Er zijn geen echte postorbitale hoorns. Het postorbitale heeft een korte tak richting het grote jukbeen. Omdat het oog hoog staat, is ook het jukbeen hoog. Het driehoekige onderste slaapvenster bevindt zich ter hoogte van de oogkas, zodat het jukbeen ook daar weer een stuk onder uitsteekt. De bovenste tak van het jukbeen vormt de kromme voorrand van het onderste slaapvenster en raakt het squamosum. In bovenaanzicht steekt het jukbeen sterk zijwaarts uit. De breedte van de schedel over de punten van de jukbeenderen gemeten, overschrijdt bij sommige exemplaren de schedellengte. De zijwaartse punt reikt niet verder naar achteren dan de achterrand van het hoofdlichaam en steekt ook wat naar beneden uit. De punt wordt bekroond door een aparte brede huidverbening, het epijugale, dat vrij stomp is. In zijaanzicht bedekt deze 'wanghoorn' het quadratojugale dat een overdwars dun element vormt tussen jukbeen en quadratum. Het quadratum helt sterk naar achteren, zodanig dat de onderkant ervan, samen met het quadratojugale, onder het jukbeen geschoven wordt. Dat hangt hiermee samen dat de schedel als geheel sterk afhangt ten opzichte van de nek. Doordat de kop ook nog eens zeer groot is, hangt hij zo bijna op de grond.

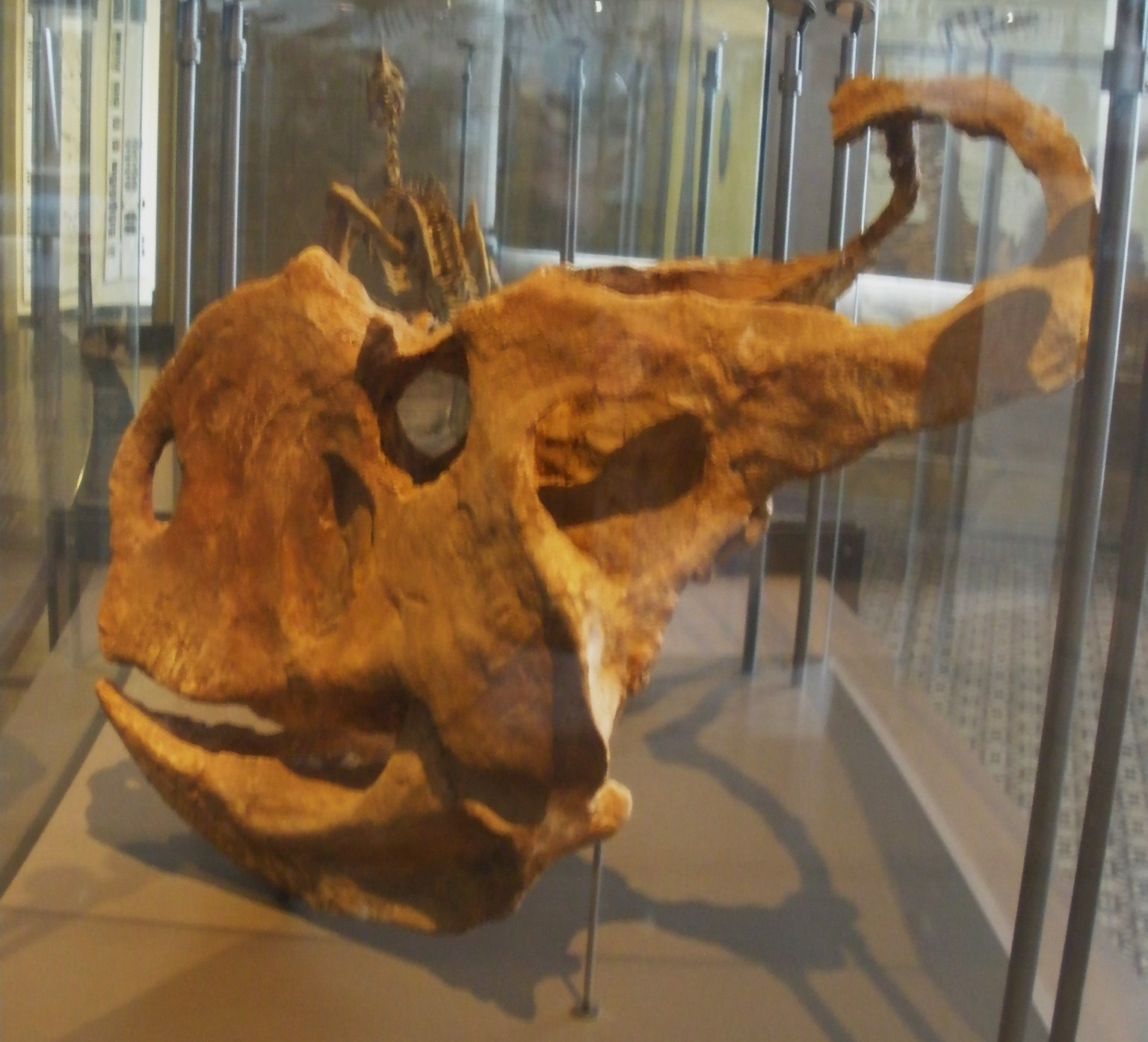
De schedel van P. hellenikorhinus

Tussen de postorbitalia ligt het schedeldak, gevormd door de voorhoofdsbeenderen en de wandbeenderen. De wandbeenderen worden in de zijkanten ingekeept door langwerpige, schuin naar het midden en voren lopende, bovenste slaapvensters die aan hun binnenzijde in omvang beperkte uithollingen hebben. Ook aan de voorzijde van de bovenste slaapvensters buigt het schedeldak iets naar beneden, vermoedelijk aanhechtingen van sluitspieren weerspiegelend. De wandbeenderen groeien naar achteren, zijwaarts, en schuin omhoog uit, de kern vormend van het nekschild. Eind negentiende eeuw werd dit al begrepen, onder andere door Othniel Charles Marsh, maar rond de eeuwwisseling stelden Oliver Perry Hay en Friedrich von Huene dat het om het zogenaamde dermosupraoccipitale zou gaan, een vermeend uitgroeisel van het bovenste achterhoofd. De toestand bij Protoceratops maakte het in 1925 mogelijk deze hypothese voorgoed te weerleggen. Bij volwassen exemplaren is de breedte overdwars van het nekschild groter dan de lengte. De achterrand is bij P. andrewsi middenin licht ingekeept en buigt van dat punt uit aan beide zijden geleidelijk naar achteren en beneden. De rand toont geen epioccipitalia. Dicht op de achterrand liggen grote driehoekige overdwars georiënteerde pariëtaalvensters die tot in de zijwaartse punten doorlopen. Tussen deze openingen loopt in de lengterichting een smalle beenbalk met een kam die zich tot op het schedeldak voortzet. Bij P. hellenikorhinus is de beenbalk meer naar voren gebogen, samenhangend met de diepere inkeping van de achterrand. De tegelijkertijd is het schild daar veel wijder, zijn de pariëtaalvensters langer en lopen de bovenste slaapvensters er meer naar achteren door. De zijkant van het nekschild wordt gevormd door het squamosum dat bij P. andrewsi achteraan geleidelijk wat naar boven kromt maar bij P. hellenikorhinus rechter is. Ook het squamosum is niet bezet door osteodermen. In 2023 werden bij een exemplaar van P. andrewsi golvingen in de achterrand van het schild gemeld, die de voorlopers zouden zijn van de golvingen in de Coronosauria als geheel.
Het achterhoofd is breed. De exoccipitalia hebben lange zijwaartse takken die met de squamosa vergroeien. Onderaan dringen ze het basioccipitale van het achterhoofdsgat. De bovenkant van het achterhoofdsgat wordt gevormd door het centrale supraoccipitale. De achterhoofdsknobbel is groot en vormt een halve bol om de grote kop de nodige ondersteuning en beweeglijkheid te geven. Om diezelfde reden zijn er grote tubercula basilaria, waarvan de achterkant gevormd wordt door het basioccipitale, de aanhechtingen voor de Musculus rectus capitis die het hoofd doet buigen.
Het verhemelte is sterk overdwars gewelfd. Het secundaire verhemelte is kort en de choanae, de interne neusgaten, liggen vooraan. Tussen de ploegschaarbeenderen bevindt zich een duidelijke beennaad. De ploegschaarbeenderen lopen achteraan steil omhoog en verdelen zo de neusholte in twee nauwe kamers. Het pterygoïde verbindt het verhemelte met het quadratum en is ook aan de hersenpan verbonden. Een uitholling bevindt zich op de onderzijde van deze laatste verbinding met de processus basipterygoideus en de tak die naar het quadratum loopt.

#### Onderkaken

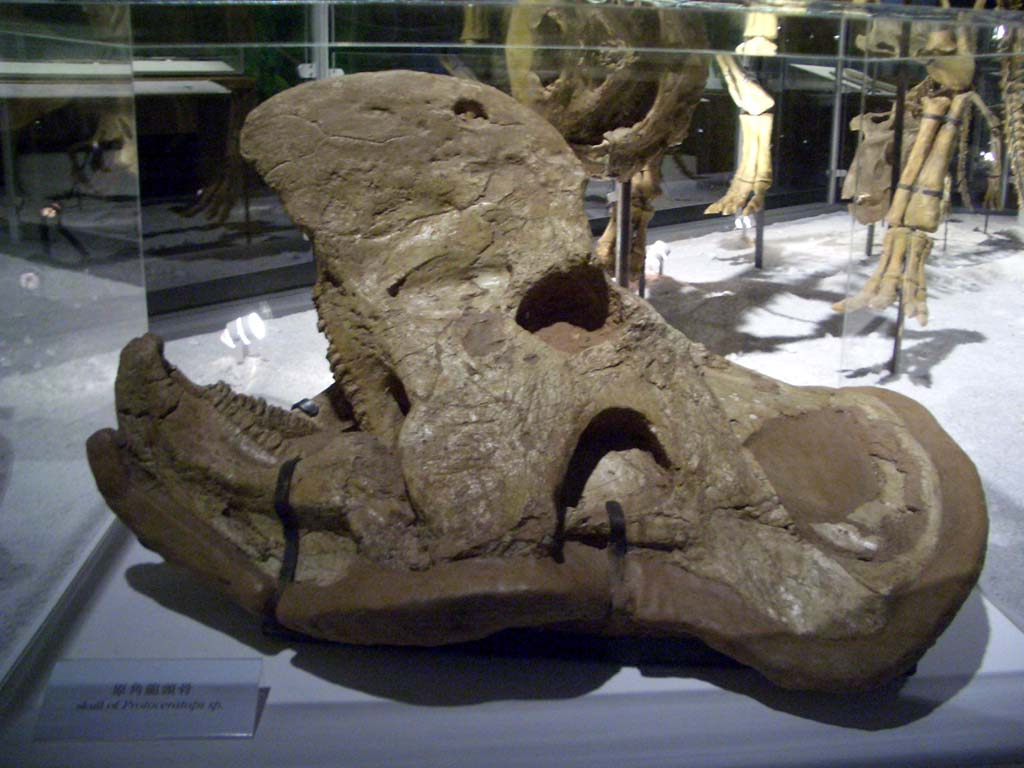
Onderkaken en bovenkaken vormen samen een tangstructuur

De onderkaak is robuust. De onderkaken hebben samen vooraan een kort centraal predentarium, de beenkern van de ondersnavel. Het predentarium kromt sterk naar boven, vooral bij P. hellenikorhinus. Het dentarium is hoog en heeft een licht gebogen onderrand. De tot vijftien tandposities vormen ook weer een tandbatterij, zij het dat die nu naar buiten gekromd is. De snijranden van bovenkaken en onderkaken kunnen zo langs elkaar scharen. Net als bij de bovenkaken, staan de tanden ingesprongen. Dit duidt erop dat een vlezige wang de bek zijdelings afsloot om te voorkomen dat het voedsel eruit viel terwijl het verknipt werd. De richel die het ingesprongen gedeelte van onderen begrenst, loopt naar achteren door in een hoog coronoïde uitsteeksel dat als een hefboom werkt om de kaak te sluiten. Het uitsteeksel, waarvan de achterkant gevormd wordt door het hoge surangulare, is achteraan hol zodat de sluitspier, de Musculus intramandibularis, erin door kan lopen. De binnenwand van de holte wordt gevormd door een spleniale dat ook de onderkant bedekt. Het angulare is tamelijk laag.
Van P. andrewsi werden in 1945 door Edwin Harris Colbert ook tongbeenderen gemeld op basis van drie fragmenten gevonden bij AMNH 6471. Het tongbeen zou breed afgeplat, viertakkig, en licht gekromd zijn. De brede afplatting en de vier takken contrasteerde hij met de meer normale staafvorm bij Leptoceratops. Toen AMNH 6471 aan het Carnegie Museum overgedaan werd, kregen de stukken tongbeen wegens hun speciale karakter daar het aparte inventarisnummer CM 9186. In 2013 echter, publiceerden Eric Morschhauser en Matthew Lamanna een studie waarin ze concludeerden dat Colbert, overigens een suggestie van King Gregory volgend, de fragmenten onjuist geïdentificeerd had: het zou in feite gaan om een bovenste stuk nekrib gecombineerd met delen van een wat afwijkend borstbeen. Echte tongbeenderen van Protoceratops zouden voorlopig onbekend zijn maar ze zagen geen reden aan te nemen dat ze niet staafvormig zouden zijn geweest als bij andere ceratopiërs.

#### Postcrania
De wervelkolom bestaat uit tien halswervels, twaalf ruggenwervels, acht sacrale wervels en minstens tweeëndertig staartwervels. Het aantal staartwervels is niet precies bekend maar lag volgens Barnum Brown, die de skeletten in het AMNH in 1940 beschreef, vermoedelijk rond de veertig.

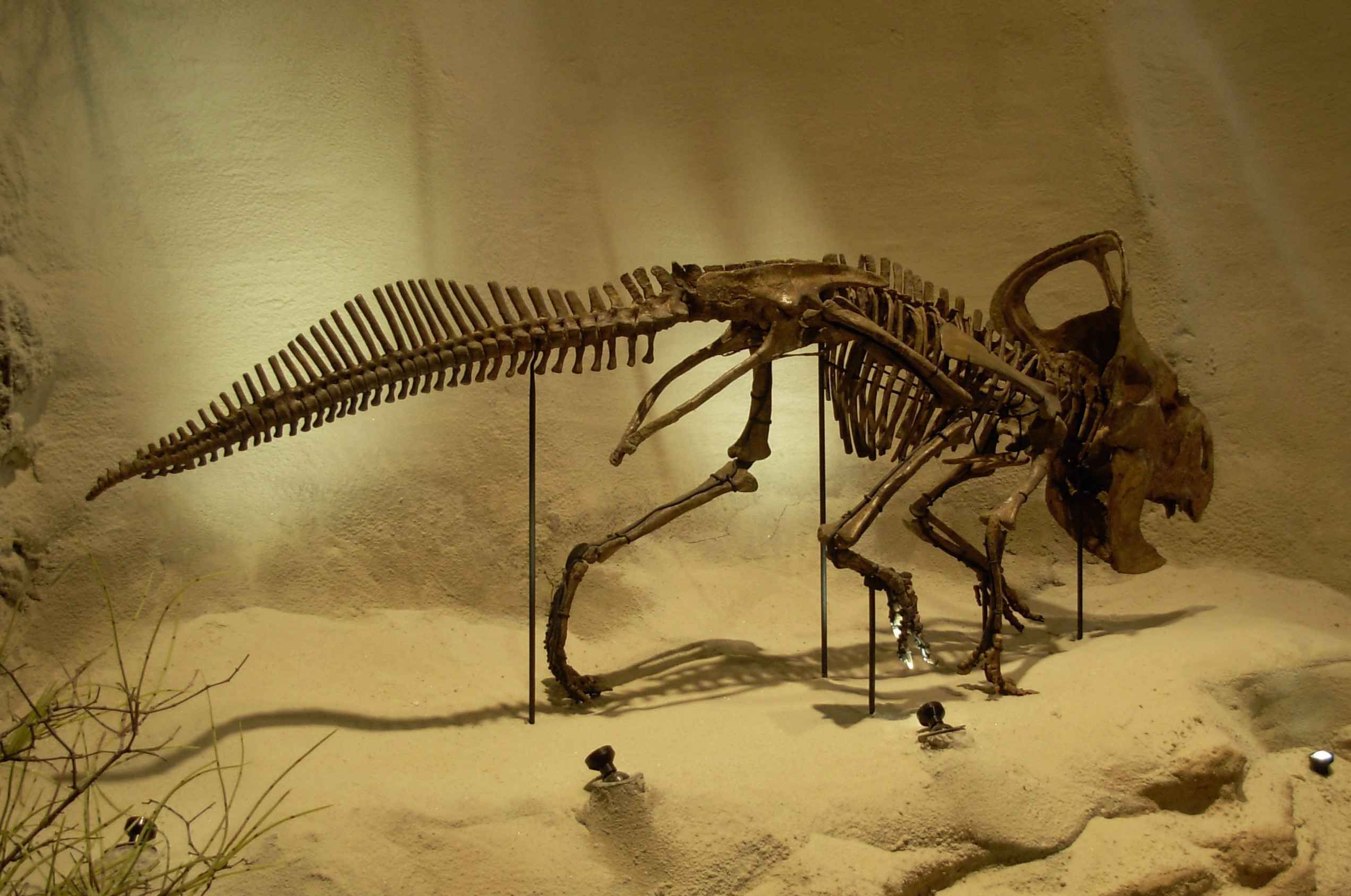
Het postcraniaal skelet is schuin van achteren beter zichtbaar

De nek is kort en vrij stevig, hoewel niet extreem robuust. De meeste wervels zijn ongeveer gelijk in lengte. De eerste vier halswervels zijn via hun centra en wervelbogen vergroeid tot een syncervicale. Bij sommige individuen wordt daar ook de vijfde of zelfs zesde wervel betrokken. Het stijve voorste stuk diende om de zware kop te ondersteunen. De doornuitsteeksels van de halswervels zijn vrij laag. Korte en rechte tweekoppige nekribben steken van de derde wervel af schuin omlaag. De bovenste ribkop, het tuberculum, is goed ontwikkeld. Van de zesde wervel af beginnen de ribben zich te verlengen.
De ruggenwervels zijn matig lang en laag. Ze hebben tamelijk korte en naar achteren hellende doornuitsteeksels die breed zijn in zijaanzicht en bovenaan maar iets verwijd. Het doornuitsteeksel van de negende wervel is het hoogst. Rond de zevende wervel verschijnen verbeende pezen die de achterste rug verstijven.
Het heiligbeen is tamelijk recht in zijaanzicht. Van ongeveer zes wervels zijn de sacrale ribben vergroeid tot een balk waarin hun tussenruimten echter niet geheel gesloten zijn. De doornuitsteeksels zijn bijna even hoog als die van de rug. Ze zijn bovenaan meer verbreed zodat een aaneengesloten geheel ontstaat, ook hier verstevigd door verbeende pezen. Daarin blijven echter de afzonderlijke uitsteeksels zichtbaar; er is geen vergroeiing tot een supraneurale plaat. De onderzijde van het heiligbeen is niet uitgehold.
De staart is tamelijk kort. De staartbasis, die over een flinke lengte ondergroeid wordt door het zitbeen, heeft geen chevrons. De doornuitsteeksels lijken geen verbeende pezen meer te hebben en worden naar achteren toe snel dunner en langer waarbij ze eerst meer rechtop gaan staan. Daarna buigen ze weer naar achter om op de veertiende wervel hun hoogste punt te bereiken, op ongeveer twee derden van de staartlengte. Vrij recht oplopend vormen ze zo een hoekige kam, net als bij Montanoceratops. Vroeger werd wel gedacht dat juist bij de kam de staart naar beneden boog maar de afschuining van de wervellichamen wijst daar niet op. De zijuitsteeksels houden rond de dertiende wervel op en de erg korte en schuiner dan de doornuitsteeksels naar achteren gerichte chevrons kennelijk zo'n vijf wervels voor het uiteinde.

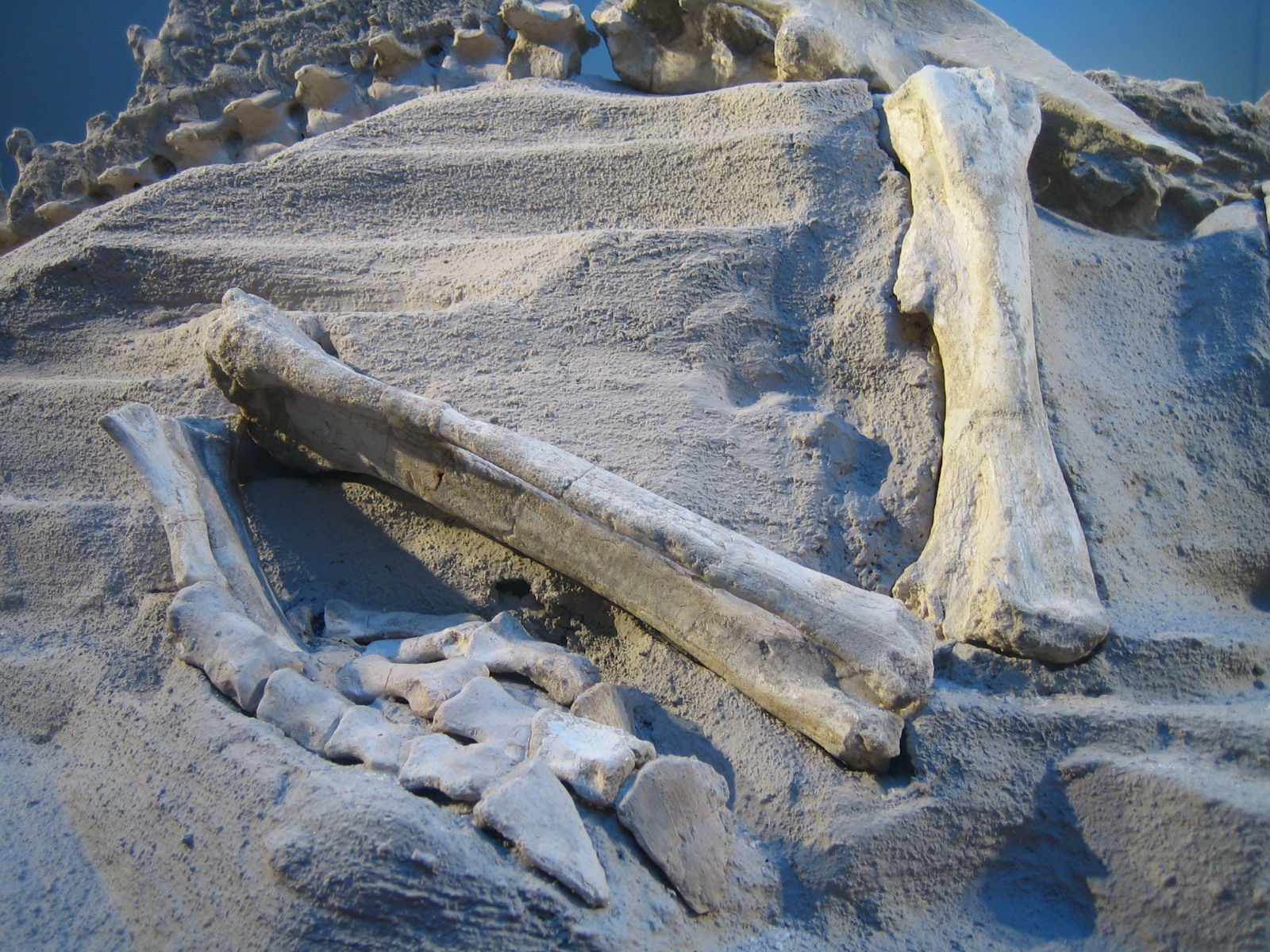
De voet is bijna even lang als het onderbeen en de vierde trochanter ligt hoog op de dijbeenschacht, net als bij rennende vormen

Het schouderblad is tamelijk lang en beslaat de grootste lengte van de bovenkant van de borstkas. Het is aan het bovenste uiteinde matig verbreed, in het midden geleidelijk ingesnoerd. Er loopt een lage richel schuin over het blad, van de voorste bovenkant naar beneden richting schoudergewricht. Het ravenbeksbeen is matig diep maar loopt wel ver naar achteren door wat voorkomen moet hebben dat het opperarmbeen zich verticaal kon strekken. Bij sommige skeletten zijn sleutelbeenderen bewaard gebleven die van niet veel dinosauriërs bekend zijn. De borstbeenderen zijn ovaal, afgeplat en gepaard.
De voorpoot is tamelijk slank en kort, met ongeveer zeventig procent van de lengte van de achterpoot. De hand is relatief klein. Hieraan is nog te zien dat de voorouders van Protoceratops tweevoeters waren. Verouderde reconstructies tonen de voorpoten sterk gespreid. In feite staan ze rechtop met de elleboog naar achter gebogen. Bovenarm noch onderarm zijn erg robuust. Er zijn vijf verbeende carpalia in de pols. De formule van de vingerkootjes is 2-3-4-3-2. De handklauwen zijn hoefvormig. De vierde en vijfde vinger hebben rudimentaire stompjes in plaats van klauwen. De vijfde vinger is erg kort evenals het vijfde middenhandsbeen.

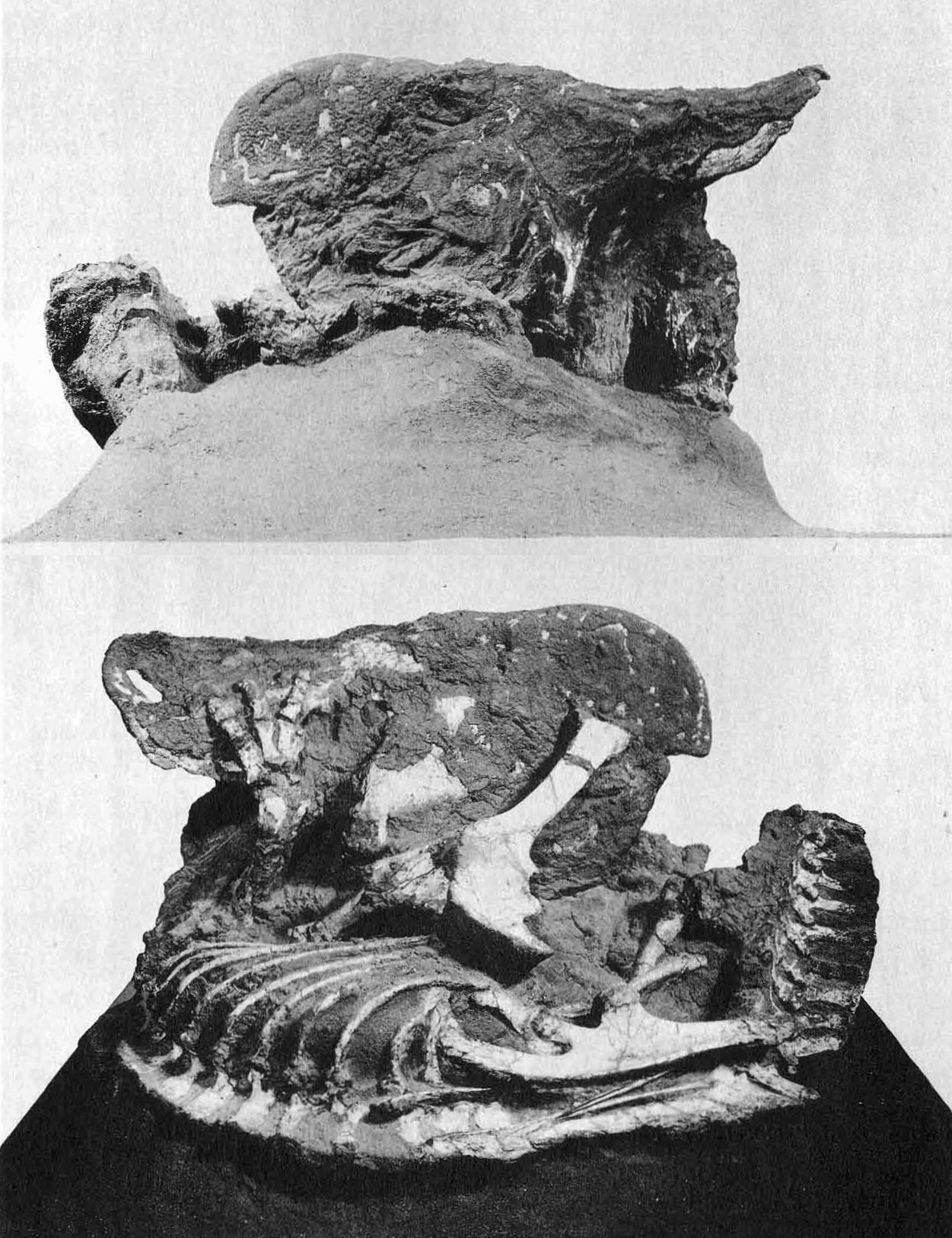
De huidresten

In het bekken liggen de darmbeenderen dicht naast elkaar. Het voorblad van het darmbeen wijkt iets zijwaarts. Het darmbeenblad is verder laag en recht; de buitenwand ervan loopt vrijwel verticaal, zonder naar bezijden om te krullen. Van het schaambeen is de schacht erg kort en dun. De voorste processus praepubicus is eveneens kort en taps toelopend. Het zitbeen is erg lang en slank, en schuin naar achteren gericht. Het kromt geleidelijk omlaag, in een kleine verbreding eindigend. Een processus obturatorius op de voorrand ontbreekt.
Het dijbeen is recht en korter dan het onderbeen. Gecombineerd met een krachtige musculatuur, zoals blijkt uit het lange darmbeen, en een hoog geplaatste niet-gereduceerde vierde trochanter op de achterrand van de dijbeenschacht lijkt dit een aanpassing aan een rennende levenswijze. Brown meende daarom in 1940 dat Protoceratops facultatief op alleen de achterpoten liep. Latere onderzoekers zijn hier meestal niet in meegegaan en zagen deze kenmerken als niet meer functionele erfenissen van de rennende voorouders. Met zijn enorme kop en korte staart zou Protoceratops aanzienlijke problemen moeten hebben gehad het evenwicht te bewaren bij het lopen op alleen de achterpoten tenzij het ontbreken van verbeende pezen op de staartbasis een aanpassing was om de romp sterk te heffen. Het onderbeen is recht en langwerpig. De voet is uitgesproken lang. Van het vijfde middenvoetsbeen is soms nog een splinter aanwezig die vergroeid is met het vierde. De formule van de teenkootjes is 2-3-4-5-0. De voetklauwen zijn stomp maar wel naar voren taps toelopend.

### Huid
Al in 1923 viel op dat de kop van specimen AMNH 6418 omhuld was door een laag die leek op een rimpelige huid. Indertijd werd geconcludeerd dat het niet om echte afdrukken ging, hoogstens een artefact van de tafonomie. De laag werd weggeprepareerd. In de eenentwintigste eeuw werd begrepen dat het om een "dinosauriërmummie" moet hebben gegaan. Op basis van foto's kon nog wat informatie worden verworven. Kleine ronde niet-overlappende schubben zijn zichtbaar. Zo'n structuur is algemeen bij basale dinosauriërs. Ook werd het mogelijk geacht dat de huid van de oogleden zichtbaar was geweest. Nader onderzoek van het specimen toonde hierop aan dat aan de rechterzijde van de schedel nog wat huid overgebleven was die in 2020 nog niet was beschreven.

## Fylogenie

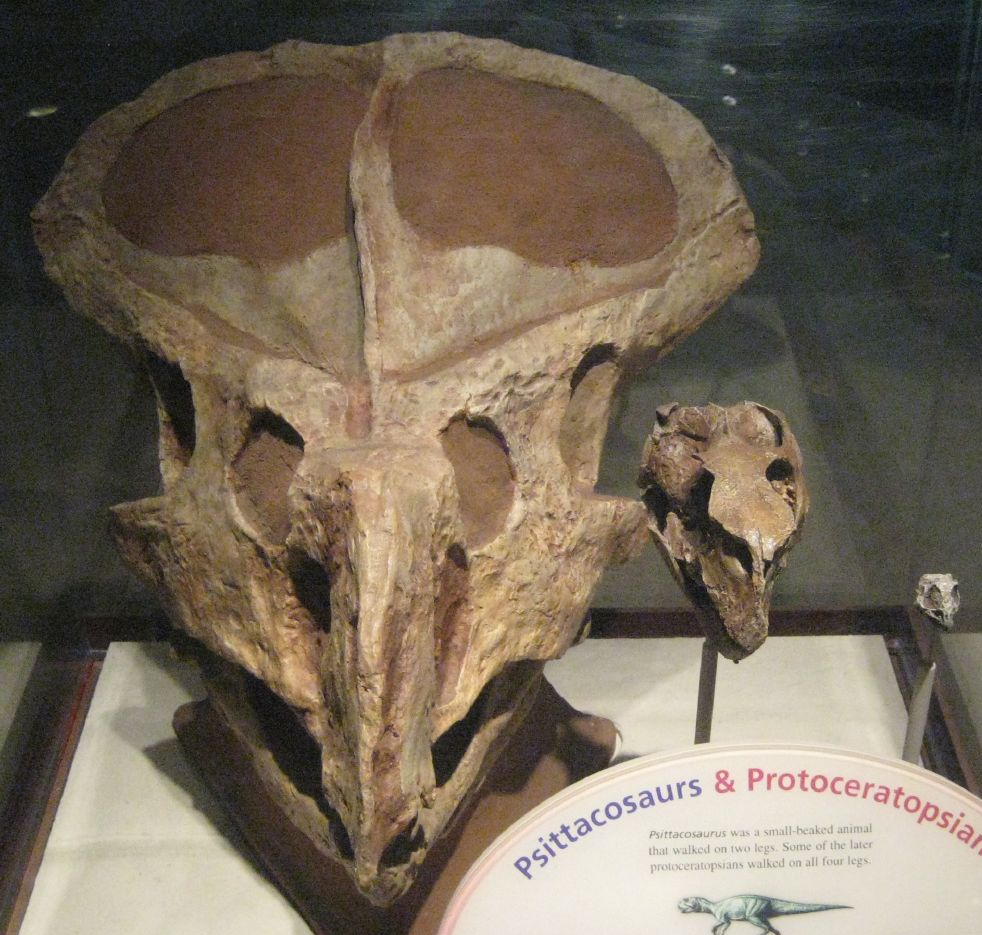
Een schedel van Protoceratops vergeleken met die van Psittacosaurus en van een jong van Bagaceratops

In 1923 plaatsten Granger en Gregory Protoceratops in de Protoceratopidae. Op dat moment gingen ze ervan uit dat deze groep niet tot de Ceratopia behoorde maar een soort 'ontwikkelingsgraad' vertegenwoordigde tussen eerdere tweevoetige vormen uit de Ornithopoda zoals Hypsilophodon en latere ceratopiërs en misschien ook de Ankylosauria. In hun publicatie uit 1925, toen de schedelkraag bekend was, kwamen ze al op deze zienswijze terug en plaatsen Protoceratops alsnog in de Ceratopia.
Protoceratops is in de verte verwant aan grote Ceratopidae als Triceratops en Torosaurus. Meestal wordt aangenomen dat hij zich basaal in de groep van de Neoceratopia bevindt. Protoceratops behoort per definitie tot de klade van de Coronosauria. Tot voor kort werden bijna alle basale ceratopiërs in een Protoceratopidae geplaatst. Tegenwoordig wordt dit begrip beperkter opgevat en omvat dan slechts Protoceratops en diens nauwste verwanten zoals Bagaceratops.
Het onderstaande kladogram laat een mogelijke positie van Protoceratops in de evolutionaire stamboom zien, volgens een studie uit 2012 door Michael J. Ryan, David C. Evans, Philip J. Currie, Caleb M. Brown en Don Brinkman. Protoceratops is er de zustersoort van Bagaceratops. In 2020 stelde een studie dat Protoceratops zelfs de directe voorouder van Bagceratops was in een proces van anagenese.
|  | Zhuchengceratops                                                  |
|  |                                                                   |
|  | \| \| Gryphoceratops \| \| \| \| \| \| Unescoceratops \| \| \| \| |
|  |                                                                   |
|  | Gryphoceratops                                                    |
|  |                                                                   |
|  | Unescoceratops                                                    |
|  |                                                                   |

|  | Gryphoceratops |
|  |                |
|  | Unescoceratops |
|  |                |

|  | Zhuchengceratops                                                  |
|  |                                                                   |
|  | \| \| Gryphoceratops \| \| \| \| \| \| Unescoceratops \| \| \| \| |
|  |                                                                   |
|  | Gryphoceratops                                                    |
|  |                                                                   |
|  | Unescoceratops                                                    |
|  |                                                                   |

|  | Gryphoceratops |
|  |                |
|  | Unescoceratops |
|  |                |

|  | Zhuchengceratops                                                  |
|  |                                                                   |
|  | \| \| Gryphoceratops \| \| \| \| \| \| Unescoceratops \| \| \| \| |
|  |                                                                   |
|  | Gryphoceratops                                                    |
|  |                                                                   |
|  | Unescoceratops                                                    |
|  |                                                                   |

|  | Gryphoceratops |
|  |                |
|  | Unescoceratops |
|  |                |

|  | Zhuchengceratops                                                  |
|  |                                                                   |
|  | \| \| Gryphoceratops \| \| \| \| \| \| Unescoceratops \| \| \| \| |
|  |                                                                   |
|  | Gryphoceratops                                                    |
|  |                                                                   |
|  | Unescoceratops                                                    |
|  |                                                                   |

|  | Gryphoceratops |
|  |                |
|  | Unescoceratops |
|  |                |

|  | Zhuchengceratops                                                  |
|  |                                                                   |
|  | \| \| Gryphoceratops \| \| \| \| \| \| Unescoceratops \| \| \| \| |
|  |                                                                   |
|  | Gryphoceratops                                                    |
|  |                                                                   |
|  | Unescoceratops                                                    |
|  |                                                                   |

|  | Gryphoceratops |
|  |                |
|  | Unescoceratops |
|  |                |

|  | Zhuchengceratops                                                  |
|  |                                                                   |
|  | \| \| Gryphoceratops \| \| \| \| \| \| Unescoceratops \| \| \| \| |
|  |                                                                   |
|  | Gryphoceratops                                                    |
|  |                                                                   |
|  | Unescoceratops                                                    |
|  |                                                                   |

|  | Gryphoceratops |
|  |                |
|  | Unescoceratops |
|  |                |

|  | Zhuchengceratops                                                  |
|  |                                                                   |
|  | \| \| Gryphoceratops \| \| \| \| \| \| Unescoceratops \| \| \| \| |
|  |                                                                   |
|  | Gryphoceratops                                                    |
|  |                                                                   |
|  | Unescoceratops                                                    |
|  |                                                                   |

|  | Gryphoceratops |
|  |                |
|  | Unescoceratops |
|  |                |

|  | Zhuchengceratops                                                  |
|  |                                                                   |
|  | \| \| Gryphoceratops \| \| \| \| \| \| Unescoceratops \| \| \| \| |
|  |                                                                   |
|  | Gryphoceratops                                                    |
|  |                                                                   |
|  | Unescoceratops                                                    |
|  |                                                                   |

|  | Gryphoceratops |
|  |                |
|  | Unescoceratops |
|  |                |

|  | Zhuchengceratops                                                  |
|  |                                                                   |
|  | \| \| Gryphoceratops \| \| \| \| \| \| Unescoceratops \| \| \| \| |
|  |                                                                   |
|  | Gryphoceratops                                                    |
|  |                                                                   |
|  | Unescoceratops                                                    |
|  |                                                                   |

|  | Gryphoceratops |
|  |                |
|  | Unescoceratops |
|  |                |

|  | Zhuchengceratops                                                  |
|  |                                                                   |
|  | \| \| Gryphoceratops \| \| \| \| \| \| Unescoceratops \| \| \| \| |
|  |                                                                   |
|  | Gryphoceratops                                                    |
|  |                                                                   |
|  | Unescoceratops                                                    |
|  |                                                                   |

|  | Gryphoceratops |
|  |                |
|  | Unescoceratops |
|  |                |

|  | Zhuchengceratops                                                  |
|  |                                                                   |
|  | \| \| Gryphoceratops \| \| \| \| \| \| Unescoceratops \| \| \| \| |
|  |                                                                   |
|  | Gryphoceratops                                                    |
|  |                                                                   |
|  | Unescoceratops                                                    |
|  |                                                                   |

|  | Gryphoceratops |
|  |                |
|  | Unescoceratops |
|  |                |

|  | Zhuchengceratops                                                  |
|  |                                                                   |
|  | \| \| Gryphoceratops \| \| \| \| \| \| Unescoceratops \| \| \| \| |
|  |                                                                   |
|  | Gryphoceratops                                                    |
|  |                                                                   |
|  | Unescoceratops                                                    |
|  |                                                                   |

|  | Gryphoceratops |
|  |                |
|  | Unescoceratops |
|  |                |

|  | Zhuchengceratops                                                  |
|  |                                                                   |
|  | \| \| Gryphoceratops \| \| \| \| \| \| Unescoceratops \| \| \| \| |
|  |                                                                   |
|  | Gryphoceratops                                                    |
|  |                                                                   |
|  | Unescoceratops                                                    |
|  |                                                                   |

|  | Gryphoceratops |
|  |                |
|  | Unescoceratops |
|  |                |

|  | Zhuchengceratops                                                  |
|  |                                                                   |
|  | \| \| Gryphoceratops \| \| \| \| \| \| Unescoceratops \| \| \| \| |
|  |                                                                   |
|  | Gryphoceratops                                                    |
|  |                                                                   |
|  | Unescoceratops                                                    |
|  |                                                                   |

|  | Gryphoceratops |
|  |                |
|  | Unescoceratops |
|  |                |

|  | Zhuchengceratops                                                  |
|  |                                                                   |
|  | \| \| Gryphoceratops \| \| \| \| \| \| Unescoceratops \| \| \| \| |
|  |                                                                   |
|  | Gryphoceratops                                                    |
|  |                                                                   |
|  | Unescoceratops                                                    |
|  |                                                                   |

|  | Gryphoceratops |
|  |                |
|  | Unescoceratops |
|  |                |

|  | Zhuchengceratops                                                  |
|  |                                                                   |
|  | \| \| Gryphoceratops \| \| \| \| \| \| Unescoceratops \| \| \| \| |
|  |                                                                   |
|  | Gryphoceratops                                                    |
|  |                                                                   |
|  | Unescoceratops                                                    |
|  |                                                                   |

|  | Gryphoceratops |
|  |                |
|  | Unescoceratops |
|  |                |

|  | Zhuchengceratops                                                  |
|  |                                                                   |
|  | \| \| Gryphoceratops \| \| \| \| \| \| Unescoceratops \| \| \| \| |
|  |                                                                   |
|  | Gryphoceratops                                                    |
|  |                                                                   |
|  | Unescoceratops                                                    |
|  |                                                                   |

|  | Gryphoceratops |
|  |                |
|  | Unescoceratops |
|  |                |

|  | Zhuchengceratops                                                  |
|  |                                                                   |
|  | \| \| Gryphoceratops \| \| \| \| \| \| Unescoceratops \| \| \| \| |
|  |                                                                   |
|  | Gryphoceratops                                                    |
|  |                                                                   |
|  | Unescoceratops                                                    |
|  |                                                                   |

|  | Gryphoceratops |
|  |                |
|  | Unescoceratops |
|  |                |

|  | Zhuchengceratops                                                  |
|  |                                                                   |
|  | \| \| Gryphoceratops \| \| \| \| \| \| Unescoceratops \| \| \| \| |
|  |                                                                   |
|  | Gryphoceratops                                                    |
|  |                                                                   |
|  | Unescoceratops                                                    |
|  |                                                                   |

|  | Gryphoceratops |
|  |                |
|  | Unescoceratops |
|  |                |

|  | Zhuchengceratops                                                  |
|  |                                                                   |
|  | \| \| Gryphoceratops \| \| \| \| \| \| Unescoceratops \| \| \| \| |
|  |                                                                   |
|  | Gryphoceratops                                                    |
|  |                                                                   |
|  | Unescoceratops                                                    |
|  |                                                                   |

|  | Gryphoceratops |
|  |                |
|  | Unescoceratops |
|  |                |

|  | Zhuchengceratops                                                  |
|  |                                                                   |
|  | \| \| Gryphoceratops \| \| \| \| \| \| Unescoceratops \| \| \| \| |
|  |                                                                   |
|  | Gryphoceratops                                                    |
|  |                                                                   |
|  | Unescoceratops                                                    |
|  |                                                                   |

|  | Gryphoceratops |
|  |                |
|  | Unescoceratops |
|  |                |

|  | Zhuchengceratops                                                  |
|  |                                                                   |
|  | \| \| Gryphoceratops \| \| \| \| \| \| Unescoceratops \| \| \| \| |
|  |                                                                   |
|  | Gryphoceratops                                                    |
|  |                                                                   |
|  | Unescoceratops                                                    |
|  |                                                                   |

|  | Gryphoceratops |
|  |                |
|  | Unescoceratops |
|  |                |

|  | Zhuchengceratops                                                  |
|  |                                                                   |
|  | \| \| Gryphoceratops \| \| \| \| \| \| Unescoceratops \| \| \| \| |
|  |                                                                   |
|  | Gryphoceratops                                                    |
|  |                                                                   |
|  | Unescoceratops                                                    |
|  |                                                                   |

|  | Gryphoceratops |
|  |                |
|  | Unescoceratops |
|  |                |

|  | Zhuchengceratops                                                  |
|  |                                                                   |
|  | \| \| Gryphoceratops \| \| \| \| \| \| Unescoceratops \| \| \| \| |
|  |                                                                   |
|  | Gryphoceratops                                                    |
|  |                                                                   |
|  | Unescoceratops                                                    |
|  |                                                                   |

|  | Gryphoceratops |
|  |                |
|  | Unescoceratops |
|  |                |

|  | Zhuchengceratops                                                  |
|  |                                                                   |
|  | \| \| Gryphoceratops \| \| \| \| \| \| Unescoceratops \| \| \| \| |
|  |                                                                   |
|  | Gryphoceratops                                                    |
|  |                                                                   |
|  | Unescoceratops                                                    |
|  |                                                                   |

|  | Gryphoceratops |
|  |                |
|  | Unescoceratops |
|  |                |

|  | Zhuchengceratops                                                  |
|  |                                                                   |
|  | \| \| Gryphoceratops \| \| \| \| \| \| Unescoceratops \| \| \| \| |
|  |                                                                   |
|  | Gryphoceratops                                                    |
|  |                                                                   |
|  | Unescoceratops                                                    |
|  |                                                                   |

|  | Gryphoceratops |
|  |                |
|  | Unescoceratops |
|  |                |

|  | Zhuchengceratops                                                  |
|  |                                                                   |
|  | \| \| Gryphoceratops \| \| \| \| \| \| Unescoceratops \| \| \| \| |
|  |                                                                   |
|  | Gryphoceratops                                                    |
|  |                                                                   |
|  | Unescoceratops                                                    |
|  |                                                                   |

|  | Gryphoceratops |
|  |                |
|  | Unescoceratops |
|  |                |

|  | Zhuchengceratops                                                  |
|  |                                                                   |
|  | \| \| Gryphoceratops \| \| \| \| \| \| Unescoceratops \| \| \| \| |
|  |                                                                   |
|  | Gryphoceratops                                                    |
|  |                                                                   |
|  | Unescoceratops                                                    |
|  |                                                                   |

|  | Gryphoceratops |
|  |                |
|  | Unescoceratops |
|  |                |

|  | Zhuchengceratops                                                  |
|  |                                                                   |
|  | \| \| Gryphoceratops \| \| \| \| \| \| Unescoceratops \| \| \| \| |
|  |                                                                   |
|  | Gryphoceratops                                                    |
|  |                                                                   |
|  | Unescoceratops                                                    |
|  |                                                                   |

|  | Gryphoceratops |
|  |                |
|  | Unescoceratops |
|  |                |

|  | Zhuchengceratops                                                  |
|  |                                                                   |
|  | \| \| Gryphoceratops \| \| \| \| \| \| Unescoceratops \| \| \| \| |
|  |                                                                   |
|  | Gryphoceratops                                                    |
|  |                                                                   |
|  | Unescoceratops                                                    |
|  |                                                                   |

|  | Gryphoceratops |
|  |                |
|  | Unescoceratops |
|  |                |

|  | Zhuchengceratops                                                  |
|  |                                                                   |
|  | \| \| Gryphoceratops \| \| \| \| \| \| Unescoceratops \| \| \| \| |
|  |                                                                   |
|  | Gryphoceratops                                                    |
|  |                                                                   |
|  | Unescoceratops                                                    |
|  |                                                                   |

|  | Gryphoceratops |
|  |                |
|  | Unescoceratops |
|  |                |

|  | Zhuchengceratops                                                  |
|  |                                                                   |
|  | \| \| Gryphoceratops \| \| \| \| \| \| Unescoceratops \| \| \| \| |
|  |                                                                   |
|  | Gryphoceratops                                                    |
|  |                                                                   |
|  | Unescoceratops                                                    |
|  |                                                                   |

|  | Gryphoceratops |
|  |                |
|  | Unescoceratops |
|  |                |

|  | Bagaceratops  |
|  |               |
|  | Protoceratops |
|  |               |

|  | Zuniceratops |
|  |              |
|  | Ceratopidae  |
|  |              |

|  | Bagaceratops  |
|  |               |
|  | Protoceratops |
|  |               |

|  | Zuniceratops |
|  |              |
|  | Ceratopidae  |
|  |              |

|  | Bagaceratops  |
|  |               |
|  | Protoceratops |
|  |               |

|  | Zuniceratops |
|  |              |
|  | Ceratopidae  |
|  |              |

|  | Bagaceratops  |
|  |               |
|  | Protoceratops |
|  |               |

|  | Zuniceratops |
|  |              |
|  | Ceratopidae  |
|  |              |

|  | Zhuchengceratops                                                  |
|  |                                                                   |
|  | \| \| Gryphoceratops \| \| \| \| \| \| Unescoceratops \| \| \| \| |
|  |                                                                   |
|  | Gryphoceratops                                                    |
|  |                                                                   |
|  | Unescoceratops                                                    |
|  |                                                                   |

|  | Gryphoceratops |
|  |                |
|  | Unescoceratops |
|  |                |

|  | Zhuchengceratops                                                  |
|  |                                                                   |
|  | \| \| Gryphoceratops \| \| \| \| \| \| Unescoceratops \| \| \| \| |
|  |                                                                   |
|  | Gryphoceratops                                                    |
|  |                                                                   |
|  | Unescoceratops                                                    |
|  |                                                                   |

|  | Gryphoceratops |
|  |                |
|  | Unescoceratops |
|  |                |

|  | Zhuchengceratops                                                  |
|  |                                                                   |
|  | \| \| Gryphoceratops \| \| \| \| \| \| Unescoceratops \| \| \| \| |
|  |                                                                   |
|  | Gryphoceratops                                                    |
|  |                                                                   |
|  | Unescoceratops                                                    |
|  |                                                                   |

|  | Gryphoceratops |
|  |                |
|  | Unescoceratops |
|  |                |

|  | Zhuchengceratops                                                  |
|  |                                                                   |
|  | \| \| Gryphoceratops \| \| \| \| \| \| Unescoceratops \| \| \| \| |
|  |                                                                   |
|  | Gryphoceratops                                                    |
|  |                                                                   |
|  | Unescoceratops                                                    |
|  |                                                                   |

|  | Gryphoceratops |
|  |                |
|  | Unescoceratops |
|  |                |

|  | Zhuchengceratops                                                  |
|  |                                                                   |
|  | \| \| Gryphoceratops \| \| \| \| \| \| Unescoceratops \| \| \| \| |
|  |                                                                   |
|  | Gryphoceratops                                                    |
|  |                                                                   |
|  | Unescoceratops                                                    |
|  |                                                                   |

|  | Gryphoceratops |
|  |                |
|  | Unescoceratops |
|  |                |

|  | Zhuchengceratops                                                  |
|  |                                                                   |
|  | \| \| Gryphoceratops \| \| \| \| \| \| Unescoceratops \| \| \| \| |
|  |                                                                   |
|  | Gryphoceratops                                                    |
|  |                                                                   |
|  | Unescoceratops                                                    |
|  |                                                                   |

|  | Gryphoceratops |
|  |                |
|  | Unescoceratops |
|  |                |

|  | Zhuchengceratops                                                  |
|  |                                                                   |
|  | \| \| Gryphoceratops \| \| \| \| \| \| Unescoceratops \| \| \| \| |
|  |                                                                   |
|  | Gryphoceratops                                                    |
|  |                                                                   |
|  | Unescoceratops                                                    |
|  |                                                                   |

|  | Gryphoceratops |
|  |                |
|  | Unescoceratops |
|  |                |

|  | Zhuchengceratops                                                  |
|  |                                                                   |
|  | \| \| Gryphoceratops \| \| \| \| \| \| Unescoceratops \| \| \| \| |
|  |                                                                   |
|  | Gryphoceratops                                                    |
|  |                                                                   |
|  | Unescoceratops                                                    |
|  |                                                                   |

|  | Gryphoceratops |
|  |                |
|  | Unescoceratops |
|  |                |

|  | Zhuchengceratops                                                  |
|  |                                                                   |
|  | \| \| Gryphoceratops \| \| \| \| \| \| Unescoceratops \| \| \| \| |
|  |                                                                   |
|  | Gryphoceratops                                                    |
|  |                                                                   |
|  | Unescoceratops                                                    |
|  |                                                                   |

|  | Gryphoceratops |
|  |                |
|  | Unescoceratops |
|  |                |

|  | Zhuchengceratops                                                  |
|  |                                                                   |
|  | \| \| Gryphoceratops \| \| \| \| \| \| Unescoceratops \| \| \| \| |
|  |                                                                   |
|  | Gryphoceratops                                                    |
|  |                                                                   |
|  | Unescoceratops                                                    |
|  |                                                                   |

|  | Gryphoceratops |
|  |                |
|  | Unescoceratops |
|  |                |

|  | Zhuchengceratops                                                  |
|  |                                                                   |
|  | \| \| Gryphoceratops \| \| \| \| \| \| Unescoceratops \| \| \| \| |
|  |                                                                   |
|  | Gryphoceratops                                                    |
|  |                                                                   |
|  | Unescoceratops                                                    |
|  |                                                                   |

|  | Gryphoceratops |
|  |                |
|  | Unescoceratops |
|  |                |

|  | Zhuchengceratops                                                  |
|  |                                                                   |
|  | \| \| Gryphoceratops \| \| \| \| \| \| Unescoceratops \| \| \| \| |
|  |                                                                   |
|  | Gryphoceratops                                                    |
|  |                                                                   |
|  | Unescoceratops                                                    |
|  |                                                                   |

|  | Gryphoceratops |
|  |                |
|  | Unescoceratops |
|  |                |

|  | Zhuchengceratops                                                  |
|  |                                                                   |
|  | \| \| Gryphoceratops \| \| \| \| \| \| Unescoceratops \| \| \| \| |
|  |                                                                   |
|  | Gryphoceratops                                                    |
|  |                                                                   |
|  | Unescoceratops                                                    |
|  |                                                                   |

|  | Gryphoceratops |
|  |                |
|  | Unescoceratops |
|  |                |

|  | Zhuchengceratops                                                  |
|  |                                                                   |
|  | \| \| Gryphoceratops \| \| \| \| \| \| Unescoceratops \| \| \| \| |
|  |                                                                   |
|  | Gryphoceratops                                                    |
|  |                                                                   |
|  | Unescoceratops                                                    |
|  |                                                                   |

|  | Gryphoceratops |
|  |                |
|  | Unescoceratops |
|  |                |

|  | Zhuchengceratops                                                  |
|  |                                                                   |
|  | \| \| Gryphoceratops \| \| \| \| \| \| Unescoceratops \| \| \| \| |
|  |                                                                   |
|  | Gryphoceratops                                                    |
|  |                                                                   |
|  | Unescoceratops                                                    |
|  |                                                                   |

|  | Gryphoceratops |
|  |                |
|  | Unescoceratops |
|  |                |

|  | Zhuchengceratops                                                  |
|  |                                                                   |
|  | \| \| Gryphoceratops \| \| \| \| \| \| Unescoceratops \| \| \| \| |
|  |                                                                   |
|  | Gryphoceratops                                                    |
|  |                                                                   |
|  | Unescoceratops                                                    |
|  |                                                                   |

|  | Gryphoceratops |
|  |                |
|  | Unescoceratops |
|  |                |

|  | Zhuchengceratops                                                  |
|  |                                                                   |
|  | \| \| Gryphoceratops \| \| \| \| \| \| Unescoceratops \| \| \| \| |
|  |                                                                   |
|  | Gryphoceratops                                                    |
|  |                                                                   |
|  | Unescoceratops                                                    |
|  |                                                                   |

|  | Gryphoceratops |
|  |                |
|  | Unescoceratops |
|  |                |

|  | Zhuchengceratops                                                  |
|  |                                                                   |
|  | \| \| Gryphoceratops \| \| \| \| \| \| Unescoceratops \| \| \| \| |
|  |                                                                   |
|  | Gryphoceratops                                                    |
|  |                                                                   |
|  | Unescoceratops                                                    |
|  |                                                                   |

|  | Gryphoceratops |
|  |                |
|  | Unescoceratops |
|  |                |

|  | Zhuchengceratops                                                  |
|  |                                                                   |
|  | \| \| Gryphoceratops \| \| \| \| \| \| Unescoceratops \| \| \| \| |
|  |                                                                   |
|  | Gryphoceratops                                                    |
|  |                                                                   |
|  | Unescoceratops                                                    |
|  |                                                                   |

|  | Gryphoceratops |
|  |                |
|  | Unescoceratops |
|  |                |

|  | Zhuchengceratops                                                  |
|  |                                                                   |
|  | \| \| Gryphoceratops \| \| \| \| \| \| Unescoceratops \| \| \| \| |
|  |                                                                   |
|  | Gryphoceratops                                                    |
|  |                                                                   |
|  | Unescoceratops                                                    |
|  |                                                                   |

|  | Gryphoceratops |
|  |                |
|  | Unescoceratops |
|  |                |

|  | Zhuchengceratops                                                  |
|  |                                                                   |
|  | \| \| Gryphoceratops \| \| \| \| \| \| Unescoceratops \| \| \| \| |
|  |                                                                   |
|  | Gryphoceratops                                                    |
|  |                                                                   |
|  | Unescoceratops                                                    |
|  |                                                                   |

|  | Gryphoceratops |
|  |                |
|  | Unescoceratops |
|  |                |

|  | Zhuchengceratops                                                  |
|  |                                                                   |
|  | \| \| Gryphoceratops \| \| \| \| \| \| Unescoceratops \| \| \| \| |
|  |                                                                   |
|  | Gryphoceratops                                                    |
|  |                                                                   |
|  | Unescoceratops                                                    |
|  |                                                                   |

|  | Gryphoceratops |
|  |                |
|  | Unescoceratops |
|  |                |

|  | Zhuchengceratops                                                  |
|  |                                                                   |
|  | \| \| Gryphoceratops \| \| \| \| \| \| Unescoceratops \| \| \| \| |
|  |                                                                   |
|  | Gryphoceratops                                                    |
|  |                                                                   |
|  | Unescoceratops                                                    |
|  |                                                                   |

|  | Gryphoceratops |
|  |                |
|  | Unescoceratops |
|  |                |

|  | Zhuchengceratops                                                  |
|  |                                                                   |
|  | \| \| Gryphoceratops \| \| \| \| \| \| Unescoceratops \| \| \| \| |
|  |                                                                   |
|  | Gryphoceratops                                                    |
|  |                                                                   |
|  | Unescoceratops                                                    |
|  |                                                                   |

|  | Gryphoceratops |
|  |                |
|  | Unescoceratops |
|  |                |

|  | Zhuchengceratops                                                  |
|  |                                                                   |
|  | \| \| Gryphoceratops \| \| \| \| \| \| Unescoceratops \| \| \| \| |
|  |                                                                   |
|  | Gryphoceratops                                                    |
|  |                                                                   |
|  | Unescoceratops                                                    |
|  |                                                                   |

|  | Gryphoceratops |
|  |                |
|  | Unescoceratops |
|  |                |

|  | Zhuchengceratops                                                  |
|  |                                                                   |
|  | \| \| Gryphoceratops \| \| \| \| \| \| Unescoceratops \| \| \| \| |
|  |                                                                   |
|  | Gryphoceratops                                                    |
|  |                                                                   |
|  | Unescoceratops                                                    |
|  |                                                                   |

|  | Gryphoceratops |
|  |                |
|  | Unescoceratops |
|  |                |

|  | Zhuchengceratops                                                  |
|  |                                                                   |
|  | \| \| Gryphoceratops \| \| \| \| \| \| Unescoceratops \| \| \| \| |
|  |                                                                   |
|  | Gryphoceratops                                                    |
|  |                                                                   |
|  | Unescoceratops                                                    |
|  |                                                                   |

|  | Gryphoceratops |
|  |                |
|  | Unescoceratops |
|  |                |

|  | Zhuchengceratops                                                  |
|  |                                                                   |
|  | \| \| Gryphoceratops \| \| \| \| \| \| Unescoceratops \| \| \| \| |
|  |                                                                   |
|  | Gryphoceratops                                                    |
|  |                                                                   |
|  | Unescoceratops                                                    |
|  |                                                                   |

|  | Gryphoceratops |
|  |                |
|  | Unescoceratops |
|  |                |

|  | Zhuchengceratops                                                  |
|  |                                                                   |
|  | \| \| Gryphoceratops \| \| \| \| \| \| Unescoceratops \| \| \| \| |
|  |                                                                   |
|  | Gryphoceratops                                                    |
|  |                                                                   |
|  | Unescoceratops                                                    |
|  |                                                                   |

|  | Gryphoceratops |
|  |                |
|  | Unescoceratops |
|  |                |

|  | Zhuchengceratops                                                  |
|  |                                                                   |
|  | \| \| Gryphoceratops \| \| \| \| \| \| Unescoceratops \| \| \| \| |
|  |                                                                   |
|  | Gryphoceratops                                                    |
|  |                                                                   |
|  | Unescoceratops                                                    |
|  |                                                                   |

|  | Gryphoceratops |
|  |                |
|  | Unescoceratops |
|  |                |

|  | Zhuchengceratops                                                  |
|  |                                                                   |
|  | \| \| Gryphoceratops \| \| \| \| \| \| Unescoceratops \| \| \| \| |
|  |                                                                   |
|  | Gryphoceratops                                                    |
|  |                                                                   |
|  | Unescoceratops                                                    |
|  |                                                                   |

|  | Gryphoceratops |
|  |                |
|  | Unescoceratops |
|  |                |

|  | Zhuchengceratops                                                  |
|  |                                                                   |
|  | \| \| Gryphoceratops \| \| \| \| \| \| Unescoceratops \| \| \| \| |
|  |                                                                   |
|  | Gryphoceratops                                                    |
|  |                                                                   |
|  | Unescoceratops                                                    |
|  |                                                                   |

|  | Gryphoceratops |
|  |                |
|  | Unescoceratops |
|  |                |

|  | Bagaceratops  |
|  |               |
|  | Protoceratops |
|  |               |

|  | Zuniceratops |
|  |              |
|  | Ceratopidae  |
|  |              |

|  | Bagaceratops  |
|  |               |
|  | Protoceratops |
|  |               |

|  | Zuniceratops |
|  |              |
|  | Ceratopidae  |
|  |              |

|  | Bagaceratops  |
|  |               |
|  | Protoceratops |
|  |               |

|  | Zuniceratops |
|  |              |
|  | Ceratopidae  |
|  |              |

|  | Bagaceratops  |
|  |               |
|  | Protoceratops |
|  |               |

|  | Zuniceratops |
|  |              |
|  | Ceratopidae  |
|  |              |

Protoceratops is dus vrij nauw verwant aan de grotere ceratopiden, iets wat te zien is aan de al grote kop en de sterkere ontwikkeling van het nekschild. Het dier was er echter niet de directe voorouder van: toen Protoceratops leefde, hadden de ceratopiden in Noord-Amerika reeds een grote radiatie doorgemaakt.
Sommige andere analyses hebben echter een afwijkende uitkomst en plaatsen Bagaceratops in een eigen Bagaceratopidae die nauwer verwant zouden zijn aan de Leptoceratopidae.

## Levenswijze

### Leefgebied

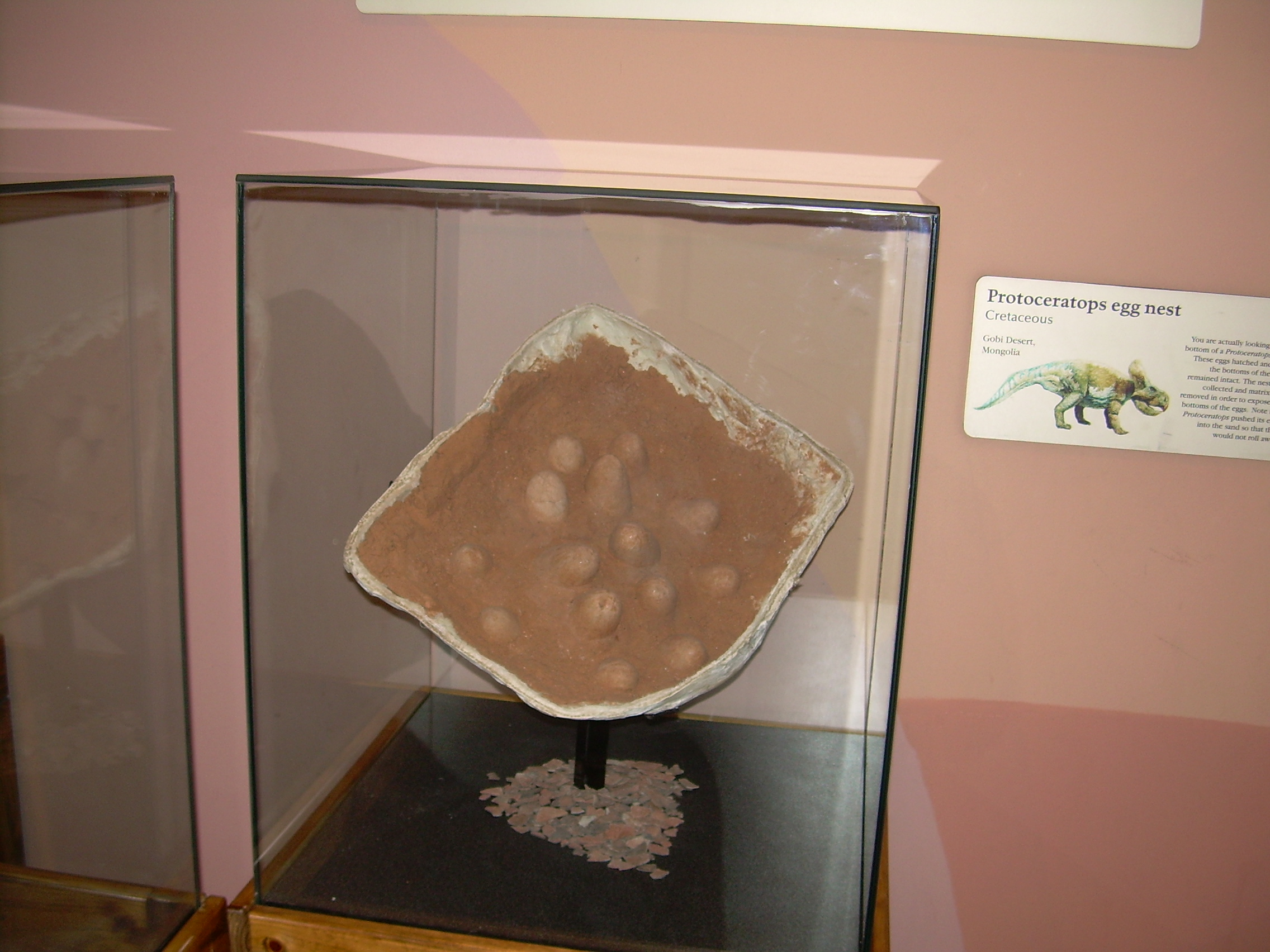
Dit soort nesten bleek achteraf niet van Protoceratops te zijn

Protoceratops leefde in een woestijnlandschap met duinen en oases. Het klimaat was droog en heet met een kort nat seizoen. Het voedsel bestond vermoedelijk uit vrij taaie planten die met de grote snavel afgebeten werden, met de vier vrij lange premaxillaire tanden gekraakt en door de tandbatterij in het bovenkaaksbeen en het dentarium van de onderkaak vermalen. De buikholte strekte zich ver achter de heup door en daar kon het voedsel verteerd worden hoewel dat door de beperkte absolute omvang niet heel efficiënt kon gebeuren. Dat de snavel tamelijk smal was, duidt erop dat er voedsel van toch wat hogere kwaliteit uitgezocht werd.
In 2008 stelde Victor Teresjenko dat Protoceratops een semi-aquatische levenswijze had, als een nijlpaard. Andere onderzoekers vinden dat echter niet zeer waarschijnlijk gezien het vrij droge landschap. Teresjenko meende dat Protoceratops zich wel vaak in het water had moeten bevinden omdat het dier op het land zeer traag zou zijn geweest. De stijve ruggengraat sloot een galop uit en de korte voorpoten zouden de langere achterpoten niet kunnen hebben bijhouden als die echt vaart probeerden te maken. Sporen lieten zien dat de voorpoten ook niet onafhankelijk een hogere pasfrequentie aanhielden. Teresjenko ging daarbij echter uit van een geringe beweeglijkheid van de schoudergordel en een grote paslengte van de achterpoten door een sterke retractie van het dijbeen.

### Eieren en nesten
Onder het oorspronkelijk in de jaren twintig van Protoceratops beschreven fossiel materiaal bevonden zich ook talrijke eieren, waarvan de eerste op 13 juli 1923 ontdekt was door George Olsen. De vindplaats omvatte uitgestrekte broedkolonies en eierschalen en zelfs ongebroken eieren waren eenvoudig te vinden, bij elkaar gelegen in duidelijke nesten in aantallen tot dertig stuks. Zo'n vijftig losse eieren en twee hele nesten werden geborgen. Dit baarde groot opzien. Protoceratops was de eerste dinosauriër waaraan eieren toegekend werden. Andrews verkocht één ei op een benefietavond voor vijfduizend dollar aan Austin Colgate en merkte toen dat de Chinese autoriteiten argwaan begonnen te krijgen over de expedities. Het AMNH maakte een opstelling waarin ouderdieren nesten in het zand verzorgden. De scène werd talloze malen in populair-wetenschappelijke boeken afgebeeld en droeg in belangrijke mate bij aan de bekendheid van de soort onder het grote publiek. De eieren waren langwerpig, tien tot vijftien centimeter lang. Op een van de nesten werd een skelet van een nog onbekende theropode gevonden. Daarvan nam men aan dat die als het ware op heterdaad betrapt was op het moment dat hij op het punt stond eieren te stelen. De theropode werd dan ook benoemd als Oviraptor philoceratops, de 'eierrover die van ceratopiërs houdt'.

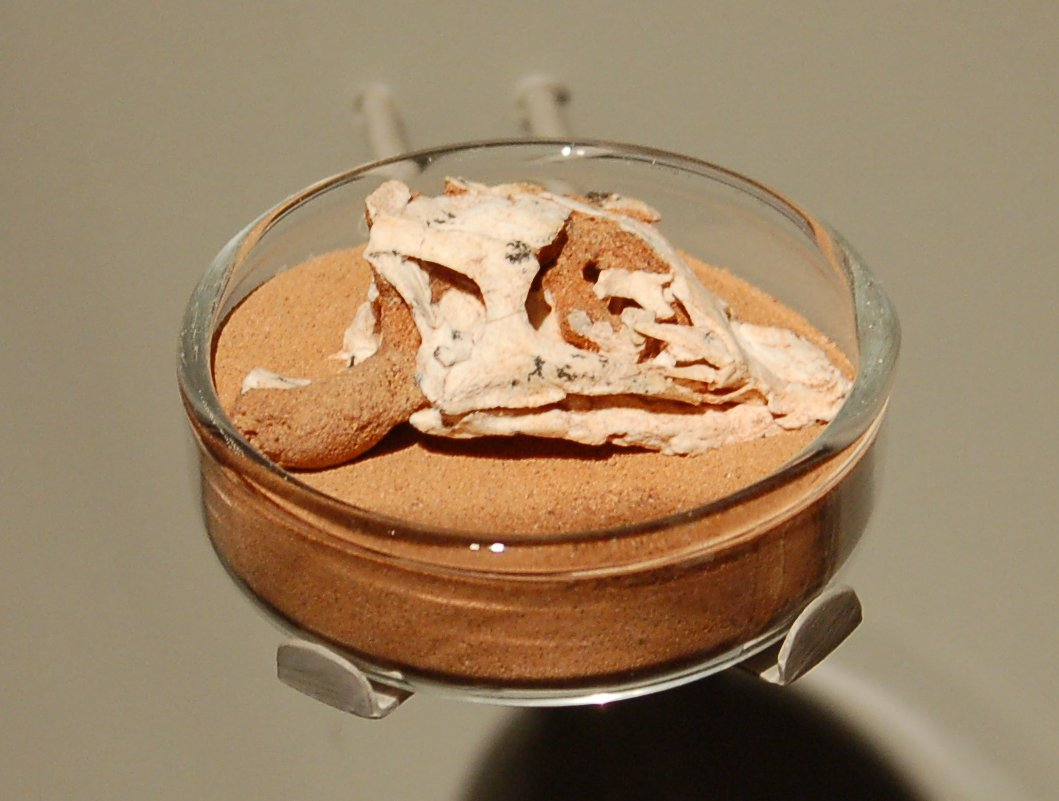
De schedel van een embryo

In juni 1988 werd het fossiel van een embryo van Protoceratops gevonden. Toen dat in 1993 beschreven werd, concludeerde men dat protoceratopseieren van een ander type waren dan bij Oviraptor aangetroffen. De theropode was dus geen eierdief geweest maar een wijfje dat haar nest bebroedde. Omdat Oviraptorosauria planteneters zijn, kwamen ze in grote aantallen voor en hadden grote broedkolonies. Karol Sabath had in 1991 van andere eieren vermoed dat ze van Protoceratops waren maar ook daarover bestaat naar huidige inzichten geen zekerheid. In ieder geval is een suggestie van Richard Thulborn uit 1992 onjuist dat de echte eieren juist langwerpiger waren. Eieren van het theropode type zijn veel harder en meer gelaagd en fossiliseren daarom beter. Het kan dus zijn dat de zachtere eieren van Protoceratops de ruim zeventig miljoen jaar na het moment van leggen niet doorstaan hebben. Overigens weten we nu ook dat al in de negentiende eeuw, toen niet herkende, resten van dinosauriëreieren gevonden zijn. Weliswaar werden in 2008 eieren van het harde type aan Neoceratopia toegeschreven op grond van een erin gevonden embryo, maar in 2015 bleken die van een vogel te zijn.
Er mogen dan geen zekere eieren bekend zijn, in 2011 werd wel een authentiek nest gemeld. Specimen MPC-D 100/530 bestaat uit een opeenhoping van vijftien jongen die gezamenlijk door een zandstorm bedolven zijn in een nest met een doorsnede van zeventig centimeter. De skeletjes zijn alle in een richting gelegen, afgewend van de kennelijke windrichting, alsof ze nog probeerden aan hun lot te ontsnappen. De jongen waren wat te groot om pas uit het ei gekropen te kunnen zijn, wat duidt op broedzorg door de ouders.

### Groei

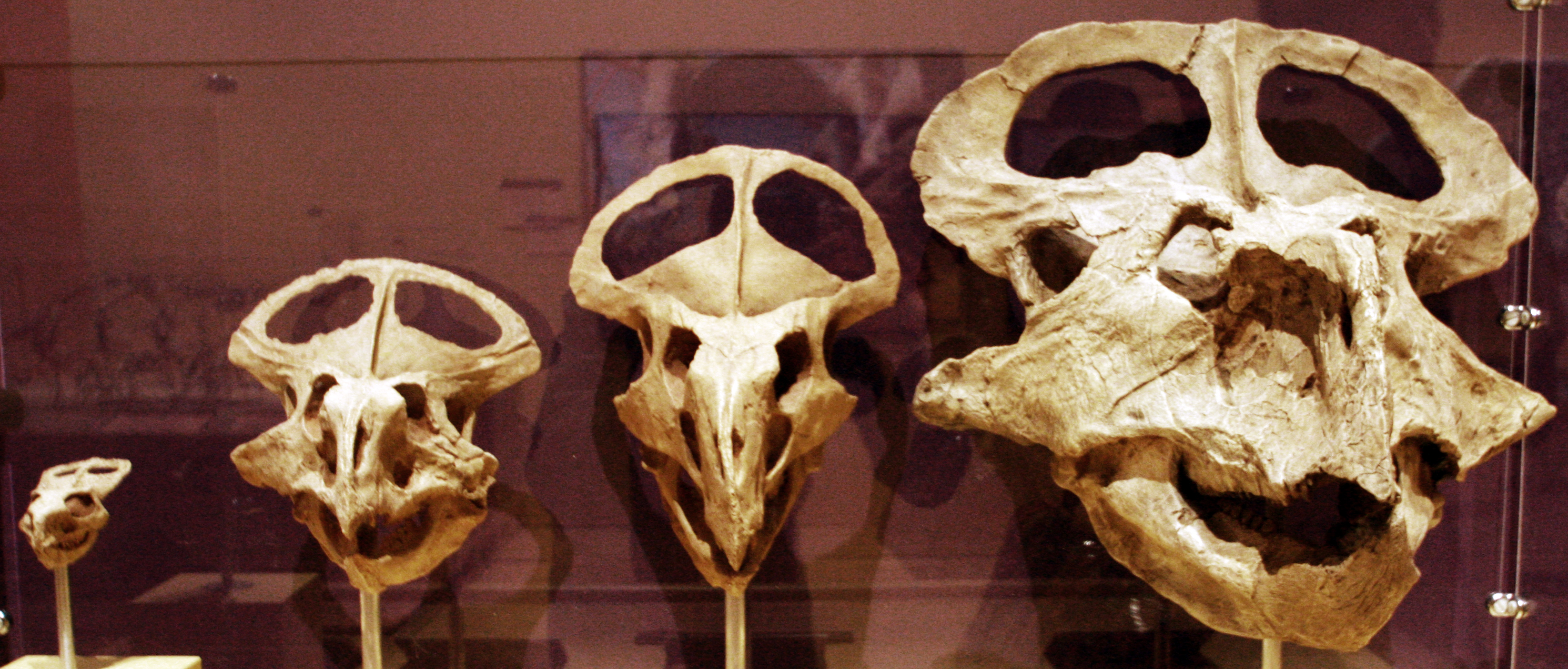
Tijdens de groei veranderden de proporties van de schedel

Het grote aantal fossielen maakt het in principe mogelijk de ontwikkeling van een protoceratopsindividu gedurende zijn levensloop te bepalen. In de praktijk bleek dit voor 2011 toch wat moeilijk wegens een gebrek aan echt jonge dieren. In 2007 meldde Peter Makovicky de voorlopige resultaten van een onderzoek naar de groei bij jongvolwassen dieren. Hij had ontdekt dat de groei rond het negende of tiende levensjaar afvlakte en vrijwel ophield tussen de elf en dertien jaren. Hoe ouder de dieren des te hoger de neus en breder het nekschild.

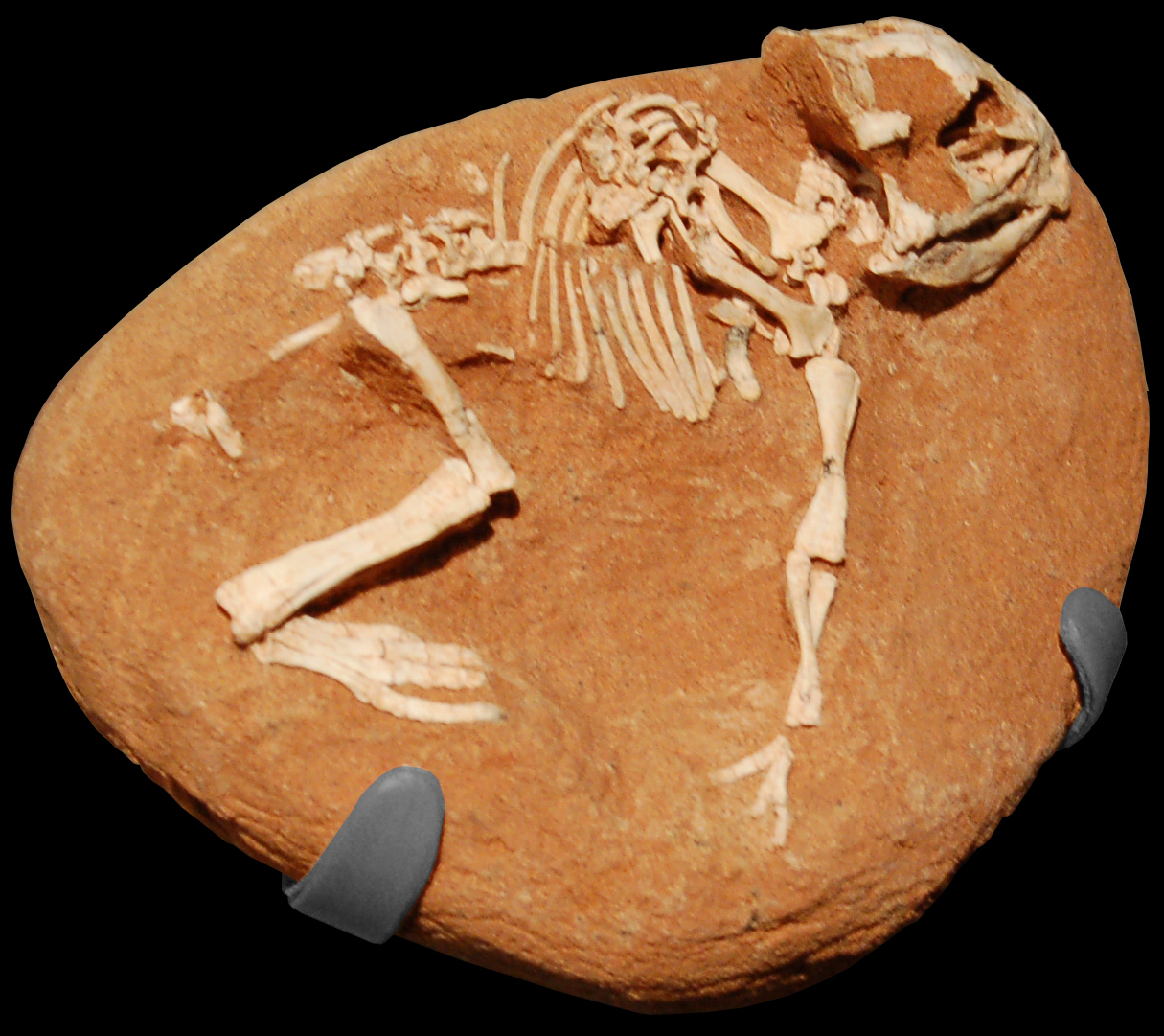
Een pasgeboren dier

In 2011 werden kenmerken van zeer jonge dieren bepaald. Hun snuit is korter, stomper en lager. Het rostrale ligt dicht bij de neusgaten. De fenestra antorbitalis is langgerekter, in de lengterichting van de schedel gemeten. De oogkassen zijn groter en staan dichter bij elkaar. De gemiddelde lengte van de vijftien schedeltjes was drieënveertig millimeter, dus maar een twintigste van de grootste volwassen exemplaren. Desalniettemin zijn nog kleinere exemplaren bekend, zoals specimen IGM100/3003. De bovenste slaapvensters zijn veel breder maar hun uithollingen het schedeldak op zijn juist erg ondiep. De schedelkraag is kort en de zijkanten ervan lopen evenwijdig in plaats van sterk uiteen te wijken. De rand van de kraag is recht zonder golvingen en erg dun. Ze hebben nog geen pariëtaalvensters in het nekschild. Het postcraniaal skelet achter de schedel is slecht verbeend. De wervelbogen en doornuitsteeksels bestonden kennelijk nog uit kraakbeen en de botuiteinden zijn sponsachtig. Het aantal ruggenwervels beloopt twaalf, net als bij volwassen exemplaren; het was dus kennelijk niet zo dat het heiligbeen tijdens de groei meer wervels 'inving'. De voorpoten zijn relatief lichtgebouwd met zevenenzestig procent van de lengte van de achterpoten. De kop van het opperarmbeen ligt meer naar achter. De ellepijp heeft als een forse processus olecrani. De pols is niet verbeend evenmin als de vierde en vijfde teen. Handklauwen en voetklauwen bestaan uit kleine hoefjes. Het darmbeen is zeer laag. Het zitbeen heeft op de voorrand geen processus obturatorius. Ook de achterpoot is lichtgebouwd. Het onderbeen is relatief lang met honderddertig procent van de lengte van het dijbeen. Bij het dijbeen is er een matige diepe kloof zichtbaar tussen de trochanter major en de trochanter minor. Drie onderste enkelbeenderen zijn verbeend evenals alle teenkootjes. Het vijfde middenvoetsbeen, dat bij volwassen dieren met het vierde versmelt, is al erg klein.
In 2014 werden twee specimina beschreven, MPC-D 100/526, gevonden in 1994 en bestaande uit een cluster van vier jonge dieren die bij elkaar door het zand bedolven waren; en MPC-D 100/534, een cluster van twee jongvolwassen dieren, ontdekt in 1989. De beschrijvers vonden dit echter maar zwakke aanwijzingen voor het leven in kudden, eerder een indicatie dat jonge dieren in jeugdgroepen leefden.
De studie uit 2014 gaf ook een duidelijke rijpingsvolgorde aan die het mogelijk maakte typische kenmerken voor iedere levensfase vast te stellen. De jonge dieren hebben ongeveer dertig procent van de lengte van de volwassen exemplaren. Ze hebben een weinig ontwikkelde schedelkraag en geen uithollingen op het schedeldak. Ze missen een neushoorn en er is geen epijugale op het jukbeen vastgegroeid. Dat laatste begint bij de jongvolwassen dieren wel te gebeuren naast een uitgroei van het nekschild. De volwassen dieren zijn veel groter met een volledige ontwikkelde kraag, uithollingen op het schedeldak, epijugale, een neushoorn en verruwde postorbitalia.
In 2019 concludeerde een studie naar de ledematen dat een facultatief tweevoetige gang bij jonge dieren niet uitgesloten was.

### Seksuele dimorfie

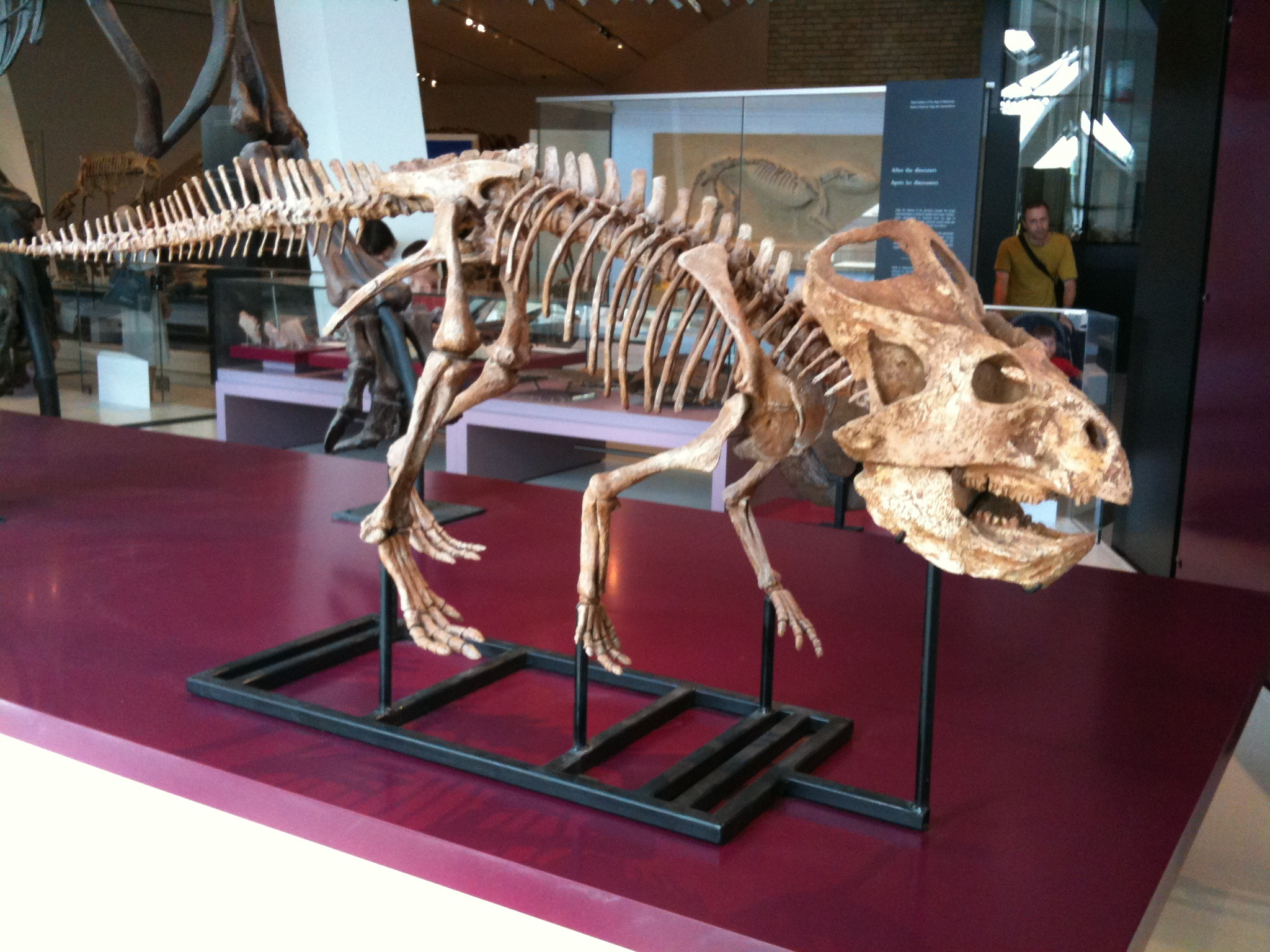
Exemplaren met kleine nekschilden zijn vaak gezien als de wijfjes

Al in 1925 hadden King Gregory en Mook geopperd dat sommige schedels onderscheidbaar van wijfjes waren en andere van mannetjes. Specimen AMNH 6408 werd door hen gezien als een jongvolwassen wijfje, de grote schedel AMNH 6414 als een oud mannetje. Ook Brown concludeerde in 1940 dat de schedels van mannetjes en wijfjes samenhangende verschillen toonden, waarbij hij aannam dat de robuuste vormen de mannetjes waren.
In 1972 publiceerde paleontoloog Sergei Michailowitsj Koerzanow een studie die zich baseerde op zeven protoceratopsschedels die door Sovjetexpedities in Mongolië waren geborgen, alsmede een afgietsel van AMNH 6408. Hij meende dat de neushoorn te kort en te stomp was om als serieus wapen te dienen en stelde dat deze dus door de mannetjes gebruikt zou zijn om mee te pronken; wellicht konden er ook pijnlijke stoten mee worden uitgedeeld bij dominantiegevechten tussen mannetjes onderling. Eenzelfde redenering werd toegepast op de schedelkraag: die zou met een dikte van een paar millimeter te teer geweest zijn om veel bescherming te bieden maar kon wel de kop een imposant uiterlijk geven. Er zou dus duidelijk sprake zijn van seksuele dimorfie, sekseverschillen in de bouw. Behalve hogere neushoorns en grotere schedelkragen zouden mannetjes ook bredere koppen gehad hebben. De dimorfie zou een functie gehad hebben binnen het leven in kudden.
Koerzanow had een kwalitatieve methode toegepast, pogend patronen te ontdekken door zich al kijkend een oordeel te vormen. Diens studie lezend besloot collega Peter Dodson in de jaren zeventig gebruik te maken van het veel talrijker materiaal in het AMNH om een kwantitatieve statistische analyse uit te voeren teneinde de hypothese van seksuele dimorfie exact te toetsen. Hij stelde de proporties van alle vierentwintig beschikbare vrij complete schedels vast, ze metend over veertig variabelen. De gegevens werden ingevoerd via ponskaarten en in een grote IBM mainframe verwerkt. Via coördinatenanalyse werd vastgesteld dat bij twaalf variabelen de verschillende dieren clusters vormden, onafhankelijk van de absolute grootte. Behalve de kenmerken die Koerzanov al ontdekt had zoals de breedte van de schedel en de hoogte van de neus, ging het onder andere om de hoogte van de kraag, de breedte van de kraag, de grootte van de pariëtaalvensters, de hoogte van de oogkas, de grootte van het neusgat en de hoogte van de onderkaak. Dodson nam aan dat de combinaties hiervan die door de grootste schedels getoond werden, de typisch mannelijke trekken vertegenwoordigden. Hij stelde ook vast dat significante verschillen zich pas voordeden bij jongvolwassen dieren die de helft van de maximale lichaamslengte bereikt hadden. De studie, die algemeen als een doorbraak op dit terrein werd beschouwd, publiceerde hij in 1976.
Door de beperkte rekenkracht van zijn computer was Dodson niet in staat geweest te meten in welke mate dieren die op één variabele bij een bepaalde sekse uitvielen dat ook op een andere variabele deden. Juist die samenhang echter zou een goede toetsing zijn van zijn hypothese. Wel had hij op vier variabelen — hoogte kraag, breedte kraag, breedte schedel en hoogte neus — van ieder exemplaar geturfd of ze de mannelijke of vrouwelijke vorm hadden. Toen bleek al dat maar een paar schedels in alle trekken vrouwelijk of mannelijk waren. In 2015 publiceerde Leonardo Maiorino een studie waarin met meer geavanceerde statistische methoden het voorkomen van seksuele dimorfie getoetst werd bij een verzameling van negenentwintig van de meest gave schedels uit alle verzamelingen ter wereld. De variabelen werden gecombineerd tot een vormruimte. De uitkomst was dat de vormruimte van de vermeende mannelijke individuen die van de vrouwelijke individuen overlapte, zodat de hypothese geen sterke ondersteuning kon vinden. De enige uitzondering was de hoogte van de neus en zelfs daar was de samenhang gering. De conclusie was dat de verschillen tussen de schedels voornamelijk veroorzaakt werden door leeftijd en individuele variatie, misschien versterkt door anagenese, evolutie binnen de populatie. Duidelijk bewijs voor seksuele dimorfie ontbrak. In 2021 concludeerde een studie echter dat het nekschild wel diende als seksueel en sociaal signaal.
In 2001 had Lambert geconcludeerd dat bij Protoceratops hellenikorhinus ook seksuele dimorfie voorkwam wat bewezen werd door gegevens te combineren met die van Protoceratops andrewsi. Maiorino echter stelde in 2015 dat het aantal exemplaren van Protoceratops hellenikorhinus te gering is voor een zinvolle statistische analyse.

### Natuurlijke vijanden

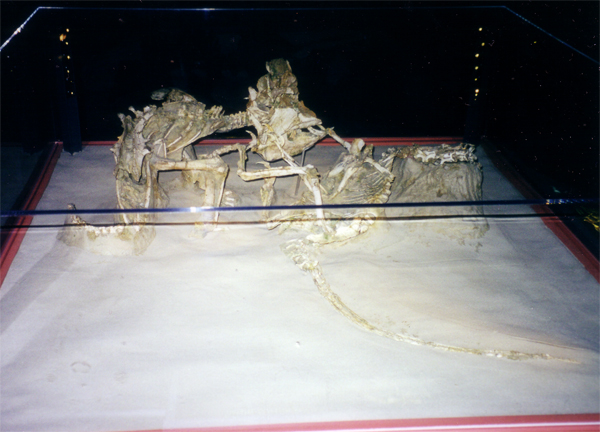
Protoceratops in gevecht met Velociraptor

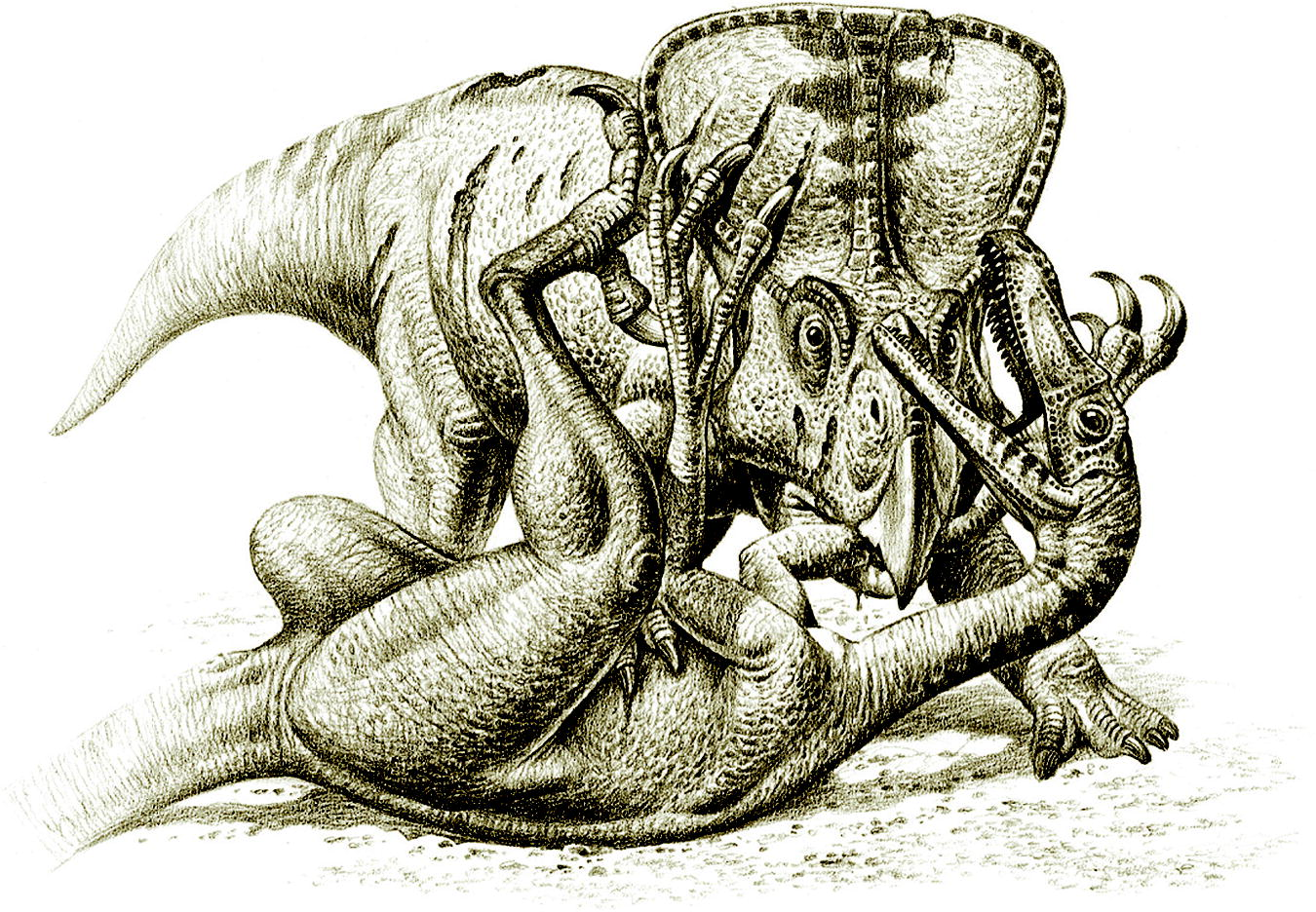
Een interpretatie van dit gevecht

Uit de formaties waarin de fossielen van Protoceratops gevonden zijn, heeft men geen grote roofdieren opgegraven. Kennelijk was het prooiaanbod te beperkt dat reusachtige Theropoda zich ermee in leven konden houden. Er zijn echter wel kleine jagers ontdekt. De bekendste daarvan is Velociraptor, een bevederde dromaeosauride die uitgerust was met een vervaarlijke sikkelklauw aan de tweede teen. In 1971 werd bij Toegrik een spectaculair bewijs gevonden dat Velociraptor werkelijk op Protoceratops joeg. Een protoceratops en een velociraptor werden in een fel gevecht gewikkeld aangetroffen. Beide dieren lijken exact op het moment van overlijden door de fossillisatie vastgelegd alsof ze in de tijd zijn bevroren. Het specimen is zo geprepareerd dat de houding van de dieren bewaard bleef. Het is uiterst zeldzaam dat bij landdieren niet alleen het lichaam maar ook het gedrag gefossiliseerd wordt. In 1974 beschreef Rinchen Barbold dit fossiel voor het eerst.
Het is lastig gebleken precies te verklaren hoe het fossiel tot stand kwam. Barsbold meende dat beide dieren van een helling afrolden, een poel in, en toen in modder of drijfzand zouden blijven steken. Osmólska voelde in 1993 echter grote twijfel over dit scenario. Ze wees erop dat het omvattende gesteente gewoon duinzand betrof. De dieren zouden tijdens hun strijd bedolven zijn door een instortend door regen verzadigd zandduin. Daarbij zou het volgens haar niet zeker zijn of ze echt aan het vechten waren: de velociraptor zou ook door de instorting verrast kunnen zijn terwijl hij zich aan een kadaver tegoed deed. David Unwin suggereerde in 1995 dat beide dieren verrast werden door een zandstorm. Kenneth Carpenter wees er in 2000 op dat de houding van de velociraptor niet in overeenstemming was met het eten van aas. Zijn rechterarm wordt omklemd door de kaken van de protoceratops, terwijl zijn linkersikkelklauw zich in de nek van de laatste boort. Wel leek het Carpenter onwaarschijnlijk dat de dieren al vechtende tegelijkertijd stierven. De protoceratops is gehurkt en in elkaar gezakt. Het zou dus kunnen dat het dier al gedood was maar het gewicht van zijn kop de Velociraptor belette zich uit zijn kaken te bevrijden. Een zandstorm zou daarna ook het roofdier gedood hebben. Sommige delen van de kadavers zouden uiteindelijk alsnog door aaseters losgetrokken zijn. Carpenter achtte het aannemelijk dat de positie van de sikkelklauw de normale was en dat daarmee bij het jagen de halsslagader of de luchtpijp doorboord werd.

## IsProtoceratopsde legendarische griffioen?
In de mythen en legenden van Mesopotamië, het oude Perzië en het Klassieke Griekenland komt de griffioen voor, een fabeldier met de romp van een leeuw en de kop van een adelaar.

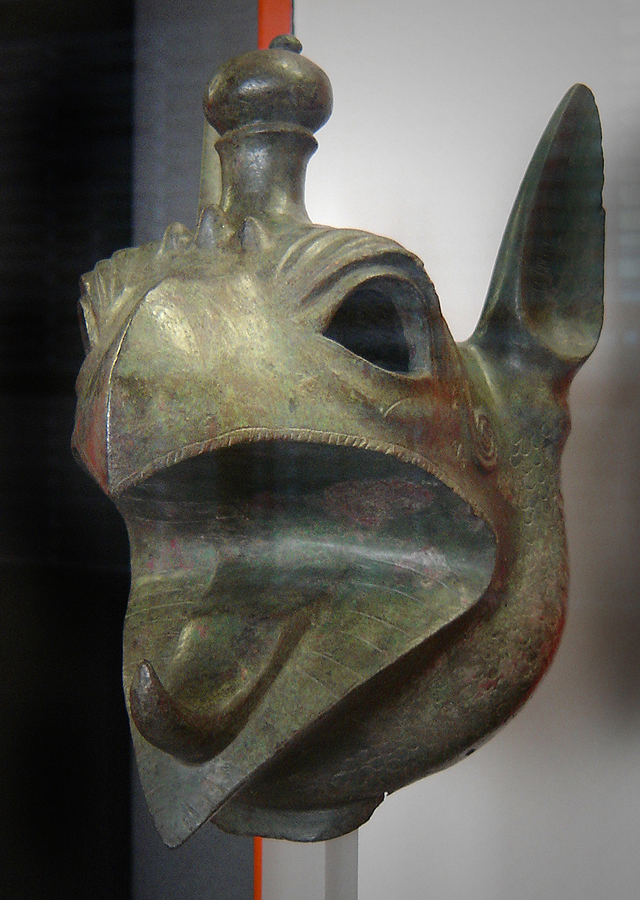
Een Griekse bronzen kop van een griffioen

Historica Adrienne Mayor, verbonden aan de Stanford University, heeft sinds 1993 in navolging van Jack Horner gesteld dat deze legenden een feitelijke basis zouden hebben in de zin dat ze gebaseerd zijn op vondsten van fossielen van Protoceratops die in de Oudheid wegens hun gaafheid en driedimensionale preservering aangezien zouden zijn voor skeletten van nog levende dieren. Een ondersteuning voor deze hypothese ziet ze in het feit dat de Griekse bronnen, die al zo oud zijn als 675 voor Christus, de griffioen beschrijven als een werkelijk bestaand dier dat zijn nesten met eieren in de woestenijen van Centraal-Azië zou leggen en dat door zijn felheid het voor goudzoekers vrijwel onmogelijk zou maken de woestijn op schatten te doorzoeken. De Grieken zouden verhalen gehoord hebben van de Skythen die inderdaad goud gedolven of althans verhandeld hebben afkomstig van de Tian Shan of het Altaïgebergte. De vindplaatsen van Protoceratops liggen daar niet zeer ver vandaan en nesten van dinosauriëreieren, zij het dan van Oviraptoridae, bevinden zich daar weer in de buurt. De gouddelvers zouden de verhalen kunnen hebben aangedikt om concurrenten af te schrikken en als curiositeit verhandelde fossiele schedels zouden de legenden een schijn van waarheid kunnen hebben gegeven. Protoceratops heeft een leeuwachtige gedrongen romp met klauwen, een vogelachtige snavel, en een nekschild dat, vooral als de achterrand afgebroken was, aangezien kan zijn voor de gebogen vleugels of eigenaardige lange oren waarmee de griffioen vaak wordt afgebeeld.
Een probleem voor de hypothese is dat de griffioen al lang voor het tot stand komen van de Griekse verhalen in de mythen van Azië opduikt als één beest uit een veelheid aan fabeldieren. Dat is volgens Mark Paul Witton een meer voor de hand liggende oorsprong voor de legende dan de dinosauriërfossielen. Aan de andere kant kan een door Skythen verhandeld fossiel de aanleiding geweest zijn de oudere verhalen op Centraal-Azië te projecteren en met verhalen over goudzoekers te combineren.